# 1857
Portal Geschichte | Portal Biografien | Aktuelle Ereignisse | Jahreskalender | Tagesartikel

◄ |
18. Jahrhundert |
19. Jahrhundert
| 20. Jahrhundert | ►

◄ |
1820er |
1830er |
1840er |
1850er
| 1860er | 1870er | 1880er | ►

◄◄ |
◄ |
1853 |
1854 |
1855 |
1856 |
1857
| 1858 | 1859 | 1860 | 1861 | ► | ►►
Staatsoberhäupter · Wahlen · Nekrolog · Kunstjahr · Literaturjahr · Musikjahr   · Sportjahr
| Januar | Januar | Januar | Januar | Januar | Januar | Januar | Januar |
| Kw     | Mo     | Di     | Mi     | Do     | Fr     | Sa     | So     |
| ------ | ------ | ------ | ------ | ------ | ------ | ------ | ------ |
| 1      |        |        |        | 1      | 2      | 3      | 4      |
| 2      | 5      | 6      | 7      | 8      | 9      | 10     | 11     |
| 3      | 12     | 13     | 14     | 15     | 16     | 17     | 18     |
| 4      | 19     | 20     | 21     | 22     | 23     | 24     | 25     |
| 5      | 26     | 27     | 28     | 29     | 30     | 31     |        |

| Februar | Februar | Februar | Februar | Februar | Februar | Februar | Februar |
| Kw      | Mo      | Di      | Mi      | Do      | Fr      | Sa      | So      |
| ------- | ------- | ------- | ------- | ------- | ------- | ------- | ------- |
| 5       |         |         |         |         |         |         | 1       |
| 6       | 2       | 3       | 4       | 5       | 6       | 7       | 8       |
| 7       | 9       | 10      | 11      | 12      | 13      | 14      | 15      |
| 8       | 16      | 17      | 18      | 19      | 20      | 21      | 22      |
| 9       | 23      | 24      | 25      | 26      | 27      | 28      |         |

| März | März | März | März | März | März | März | März |
| Kw   | Mo   | Di   | Mi   | Do   | Fr   | Sa   | So   |
| ---- | ---- | ---- | ---- | ---- | ---- | ---- | ---- |
| 9    |      |      |      |      |      |      | 1    |
| 10   | 2    | 3    | 4    | 5    | 6    | 7    | 8    |
| 11   | 9    | 10   | 11   | 12   | 13   | 14   | 15   |
| 12   | 16   | 17   | 18   | 19   | 20   | 21   | 22   |
| 13   | 23   | 24   | 25   | 26   | 27   | 28   | 29   |
| 14   | 30   | 31   |      |      |      |      |      |

| April | April | April | April | April | April | April | April |
| Kw    | Mo    | Di    | Mi    | Do    | Fr    | Sa    | So    |
| ----- | ----- | ----- | ----- | ----- | ----- | ----- | ----- |
| 14    |       |       | 1     | 2     | 3     | 4     | 5     |
| 15    | 6     | 7     | 8     | 9     | 10    | 11    | 12    |
| 16    | 13    | 14    | 15    | 16    | 17    | 18    | 19    |
| 17    | 20    | 21    | 22    | 23    | 24    | 25    | 26    |
| 18    | 27    | 28    | 29    | 30    |       |       |       |

| Mai | Mai | Mai | Mai | Mai | Mai | Mai | Mai |
| Kw  | Mo  | Di  | Mi  | Do  | Fr  | Sa  | So  |
| --- | --- | --- | --- | --- | --- | --- | --- |
| 18  |     |     |     |     | 1   | 2   | 3   |
| 19  | 4   | 5   | 6   | 7   | 8   | 9   | 10  |
| 20  | 11  | 12  | 13  | 14  | 15  | 16  | 17  |
| 21  | 18  | 19  | 20  | 21  | 22  | 23  | 24  |
| 22  | 25  | 26  | 27  | 28  | 29  | 30  | 31  |

| Juni | Juni | Juni | Juni | Juni | Juni | Juni | Juni |
| Kw   | Mo   | Di   | Mi   | Do   | Fr   | Sa   | So   |
| ---- | ---- | ---- | ---- | ---- | ---- | ---- | ---- |
| 23   | 1    | 2    | 3    | 4    | 5    | 6    | 7    |
| 24   | 8    | 9    | 10   | 11   | 12   | 13   | 14   |
| 25   | 15   | 16   | 17   | 18   | 19   | 20   | 21   |
| 26   | 22   | 23   | 24   | 25   | 26   | 27   | 28   |
| 27   | 29   | 30   |      |      |      |      |      |

| Juli | Juli | Juli | Juli | Juli | Juli | Juli | Juli |
| Kw   | Mo   | Di   | Mi   | Do   | Fr   | Sa   | So   |
| ---- | ---- | ---- | ---- | ---- | ---- | ---- | ---- |
| 27   |      |      | 1    | 2    | 3    | 4    | 5    |
| 28   | 6    | 7    | 8    | 9    | 10   | 11   | 12   |
| 29   | 13   | 14   | 15   | 16   | 17   | 18   | 19   |
| 30   | 20   | 21   | 22   | 23   | 24   | 25   | 26   |
| 31   | 27   | 28   | 29   | 30   | 31   |      |      |

| August | August | August | August | August | August | August | August |
| Kw     | Mo     | Di     | Mi     | Do     | Fr     | Sa     | So     |
| ------ | ------ | ------ | ------ | ------ | ------ | ------ | ------ |
| 31     |        |        |        |        |        | 1      | 2      |
| 32     | 3      | 4      | 5      | 6      | 7      | 8      | 9      |
| 33     | 10     | 11     | 12     | 13     | 14     | 15     | 16     |
| 34     | 17     | 18     | 19     | 20     | 21     | 22     | 23     |
| 35     | 24     | 25     | 26     | 27     | 28     | 29     | 30     |
| 36     | 31     |        |        |        |        |        |        |

| September | September | September | September | September | September | September | September |
| Kw        | Mo        | Di        | Mi        | Do        | Fr        | Sa        | So        |
| --------- | --------- | --------- | --------- | --------- | --------- | --------- | --------- |
| 36        |           | 1         | 2         | 3         | 4         | 5         | 6         |
| 37        | 7         | 8         | 9         | 10        | 11        | 12        | 13        |
| 38        | 14        | 15        | 16        | 17        | 18        | 19        | 20        |
| 39        | 21        | 22        | 23        | 24        | 25        | 26        | 27        |
| 40        | 28        | 29        | 30        |           |           |           |           |

| Oktober | Oktober | Oktober | Oktober | Oktober | Oktober | Oktober | Oktober |
| Kw      | Mo      | Di      | Mi      | Do      | Fr      | Sa      | So      |
| ------- | ------- | ------- | ------- | ------- | ------- | ------- | ------- |
| 40      |         |         |         | 1       | 2       | 3       | 4       |
| 41      | 5       | 6       | 7       | 8       | 9       | 10      | 11      |
| 42      | 12      | 13      | 14      | 15      | 16      | 17      | 18      |
| 43      | 19      | 20      | 21      | 22      | 23      | 24      | 25      |
| 44      | 26      | 27      | 28      | 29      | 30      | 31      |         |

| November | November | November | November | November | November | November | November |
| Kw       | Mo       | Di       | Mi       | Do       | Fr       | Sa       | So       |
| -------- | -------- | -------- | -------- | -------- | -------- | -------- | -------- |
| 44       |          |          |          |          |          |          | 1        |
| 45       | 2        | 3        | 4        | 5        | 6        | 7        | 8        |
| 46       | 9        | 10       | 11       | 12       | 13       | 14       | 15       |
| 47       | 16       | 17       | 18       | 19       | 20       | 21       | 22       |
| 48       | 23       | 24       | 25       | 26       | 27       | 28       | 29       |
| 49       | 30       |          |          |          |          |          |          |

| Dezember | Dezember | Dezember | Dezember | Dezember | Dezember | Dezember | Dezember |
| Kw       | Mo       | Di       | Mi       | Do       | Fr       | Sa       | So       |
| -------- | -------- | -------- | -------- | -------- | -------- | -------- | -------- |
| 49       |          | 1        | 2        | 3        | 4        | 5        | 6        |
| 50       | 7        | 8        | 9        | 10       | 11       | 12       | 13       |
| 51       | 14       | 15       | 16       | 17       | 18       | 19       | 20       |
| 52       | 21       | 22       | 23       | 24       | 25       | 26       | 27       |
| 53       | 28       | 29       | 30       | 31       |          |          |          |

| Januar | Januar | Januar | Januar | Januar | Januar | Januar | Januar |
| Kw     | Mo     | Di     | Mi     | Do     | Fr     | Sa     | So     |
| ------ | ------ | ------ | ------ | ------ | ------ | ------ | ------ |
| 1      |        |        |        | 1      | 2      | 3      | 4      |
| 2      | 5      | 6      | 7      | 8      | 9      | 10     | 11     |
| 3      | 12     | 13     | 14     | 15     | 16     | 17     | 18     |
| 4      | 19     | 20     | 21     | 22     | 23     | 24     | 25     |
| 5      | 26     | 27     | 28     | 29     | 30     | 31     |        |

| Februar | Februar | Februar | Februar | Februar | Februar | Februar | Februar |
| Kw      | Mo      | Di      | Mi      | Do      | Fr      | Sa      | So      |
| ------- | ------- | ------- | ------- | ------- | ------- | ------- | ------- |
| 5       |         |         |         |         |         |         | 1       |
| 6       | 2       | 3       | 4       | 5       | 6       | 7       | 8       |
| 7       | 9       | 10      | 11      | 12      | 13      | 14      | 15      |
| 8       | 16      | 17      | 18      | 19      | 20      | 21      | 22      |
| 9       | 23      | 24      | 25      | 26      | 27      | 28      |         |

| März | März | März | März | März | März | März | März |
| Kw   | Mo   | Di   | Mi   | Do   | Fr   | Sa   | So   |
| ---- | ---- | ---- | ---- | ---- | ---- | ---- | ---- |
| 9    |      |      |      |      |      |      | 1    |
| 10   | 2    | 3    | 4    | 5    | 6    | 7    | 8    |
| 11   | 9    | 10   | 11   | 12   | 13   | 14   | 15   |
| 12   | 16   | 17   | 18   | 19   | 20   | 21   | 22   |
| 13   | 23   | 24   | 25   | 26   | 27   | 28   | 29   |
| 14   | 30   | 31   |      |      |      |      |      |

| April | April | April | April | April | April | April | April |
| Kw    | Mo    | Di    | Mi    | Do    | Fr    | Sa    | So    |
| ----- | ----- | ----- | ----- | ----- | ----- | ----- | ----- |
| 14    |       |       | 1     | 2     | 3     | 4     | 5     |
| 15    | 6     | 7     | 8     | 9     | 10    | 11    | 12    |
| 16    | 13    | 14    | 15    | 16    | 17    | 18    | 19    |
| 17    | 20    | 21    | 22    | 23    | 24    | 25    | 26    |
| 18    | 27    | 28    | 29    | 30    |       |       |       |

| Mai | Mai | Mai | Mai | Mai | Mai | Mai | Mai |
| Kw  | Mo  | Di  | Mi  | Do  | Fr  | Sa  | So  |
| --- | --- | --- | --- | --- | --- | --- | --- |
| 18  |     |     |     |     | 1   | 2   | 3   |
| 19  | 4   | 5   | 6   | 7   | 8   | 9   | 10  |
| 20  | 11  | 12  | 13  | 14  | 15  | 16  | 17  |
| 21  | 18  | 19  | 20  | 21  | 22  | 23  | 24  |
| 22  | 25  | 26  | 27  | 28  | 29  | 30  | 31  |

| Juni | Juni | Juni | Juni | Juni | Juni | Juni | Juni |
| Kw   | Mo   | Di   | Mi   | Do   | Fr   | Sa   | So   |
| ---- | ---- | ---- | ---- | ---- | ---- | ---- | ---- |
| 23   | 1    | 2    | 3    | 4    | 5    | 6    | 7    |
| 24   | 8    | 9    | 10   | 11   | 12   | 13   | 14   |
| 25   | 15   | 16   | 17   | 18   | 19   | 20   | 21   |
| 26   | 22   | 23   | 24   | 25   | 26   | 27   | 28   |
| 27   | 29   | 30   |      |      |      |      |      |

| Juli | Juli | Juli | Juli | Juli | Juli | Juli | Juli |
| Kw   | Mo   | Di   | Mi   | Do   | Fr   | Sa   | So   |
| ---- | ---- | ---- | ---- | ---- | ---- | ---- | ---- |
| 27   |      |      | 1    | 2    | 3    | 4    | 5    |
| 28   | 6    | 7    | 8    | 9    | 10   | 11   | 12   |
| 29   | 13   | 14   | 15   | 16   | 17   | 18   | 19   |
| 30   | 20   | 21   | 22   | 23   | 24   | 25   | 26   |
| 31   | 27   | 28   | 29   | 30   | 31   |      |      |

| August | August | August | August | August | August | August | August |
| Kw     | Mo     | Di     | Mi     | Do     | Fr     | Sa     | So     |
| ------ | ------ | ------ | ------ | ------ | ------ | ------ | ------ |
| 31     |        |        |        |        |        | 1      | 2      |
| 32     | 3      | 4      | 5      | 6      | 7      | 8      | 9      |
| 33     | 10     | 11     | 12     | 13     | 14     | 15     | 16     |
| 34     | 17     | 18     | 19     | 20     | 21     | 22     | 23     |
| 35     | 24     | 25     | 26     | 27     | 28     | 29     | 30     |
| 36     | 31     |        |        |        |        |        |        |

| September | September | September | September | September | September | September | September |
| Kw        | Mo        | Di        | Mi        | Do        | Fr        | Sa        | So        |
| --------- | --------- | --------- | --------- | --------- | --------- | --------- | --------- |
| 36        |           | 1         | 2         | 3         | 4         | 5         | 6         |
| 37        | 7         | 8         | 9         | 10        | 11        | 12        | 13        |
| 38        | 14        | 15        | 16        | 17        | 18        | 19        | 20        |
| 39        | 21        | 22        | 23        | 24        | 25        | 26        | 27        |
| 40        | 28        | 29        | 30        |           |           |           |           |

| Oktober | Oktober | Oktober | Oktober | Oktober | Oktober | Oktober | Oktober |
| Kw      | Mo      | Di      | Mi      | Do      | Fr      | Sa      | So      |
| ------- | ------- | ------- | ------- | ------- | ------- | ------- | ------- |
| 40      |         |         |         | 1       | 2       | 3       | 4       |
| 41      | 5       | 6       | 7       | 8       | 9       | 10      | 11      |
| 42      | 12      | 13      | 14      | 15      | 16      | 17      | 18      |
| 43      | 19      | 20      | 21      | 22      | 23      | 24      | 25      |
| 44      | 26      | 27      | 28      | 29      | 30      | 31      |         |

| November | November | November | November | November | November | November | November |
| Kw       | Mo       | Di       | Mi       | Do       | Fr       | Sa       | So       |
| -------- | -------- | -------- | -------- | -------- | -------- | -------- | -------- |
| 44       |          |          |          |          |          |          | 1        |
| 45       | 2        | 3        | 4        | 5        | 6        | 7        | 8        |
| 46       | 9        | 10       | 11       | 12       | 13       | 14       | 15       |
| 47       | 16       | 17       | 18       | 19       | 20       | 21       | 22       |
| 48       | 23       | 24       | 25       | 26       | 27       | 28       | 29       |
| 49       | 30       |          |          |          |          |          |          |

| Dezember | Dezember | Dezember | Dezember | Dezember | Dezember | Dezember | Dezember |
| Kw       | Mo       | Di       | Mi       | Do       | Fr       | Sa       | So       |
| -------- | -------- | -------- | -------- | -------- | -------- | -------- | -------- |
| 49       |          | 1        | 2        | 3        | 4        | 5        | 6        |
| 50       | 7        | 8        | 9        | 10       | 11       | 12       | 13       |
| 51       | 14       | 15       | 16       | 17       | 18       | 19       | 20       |
| 52       | 21       | 22       | 23       | 24       | 25       | 26       | 27       |
| 53       | 28       | 29       | 30       | 31       |          |          |          |

## Ereignisse

### Politik und Weltgeschehen

#### Der Indische Aufstand von 1857

Indische Staaten während des Aufstandes 1857

- 29. März: In Indien flackert Unzufriedenheit in den britischen Hilfstruppen auf. Der Sepoy Mangal Pandey schießt auf einen britischen Offizier seines Regiments, Pandeys Kameraden verweigern den Befehl, britischen Offizieren zu helfen. Die Meuterei der Sepoy in Bengalen greift innerhalb weniger Wochen auch auf andere Truppen in Britisch-Indien über und die Lage spitzt sich zu.
- 10. Mai: In Britisch-Indien beginnt der große Aufstand von 1857 gegen die britischen Kolonialherren.
- 30. Mai: Die in Lucknow stationierten indischen Truppen meutern. Die Belagerung von Lucknow beginnt.
- 5. Juni: Die bis 25. Juni dauernde Belagerung von Kanpur durch aufständische indische Truppen unter Nana Sahib beginnt.
- 27. Juni: In Kanpur kommt es beim Indischen Aufstand zum Massaker am Sati Chowra.

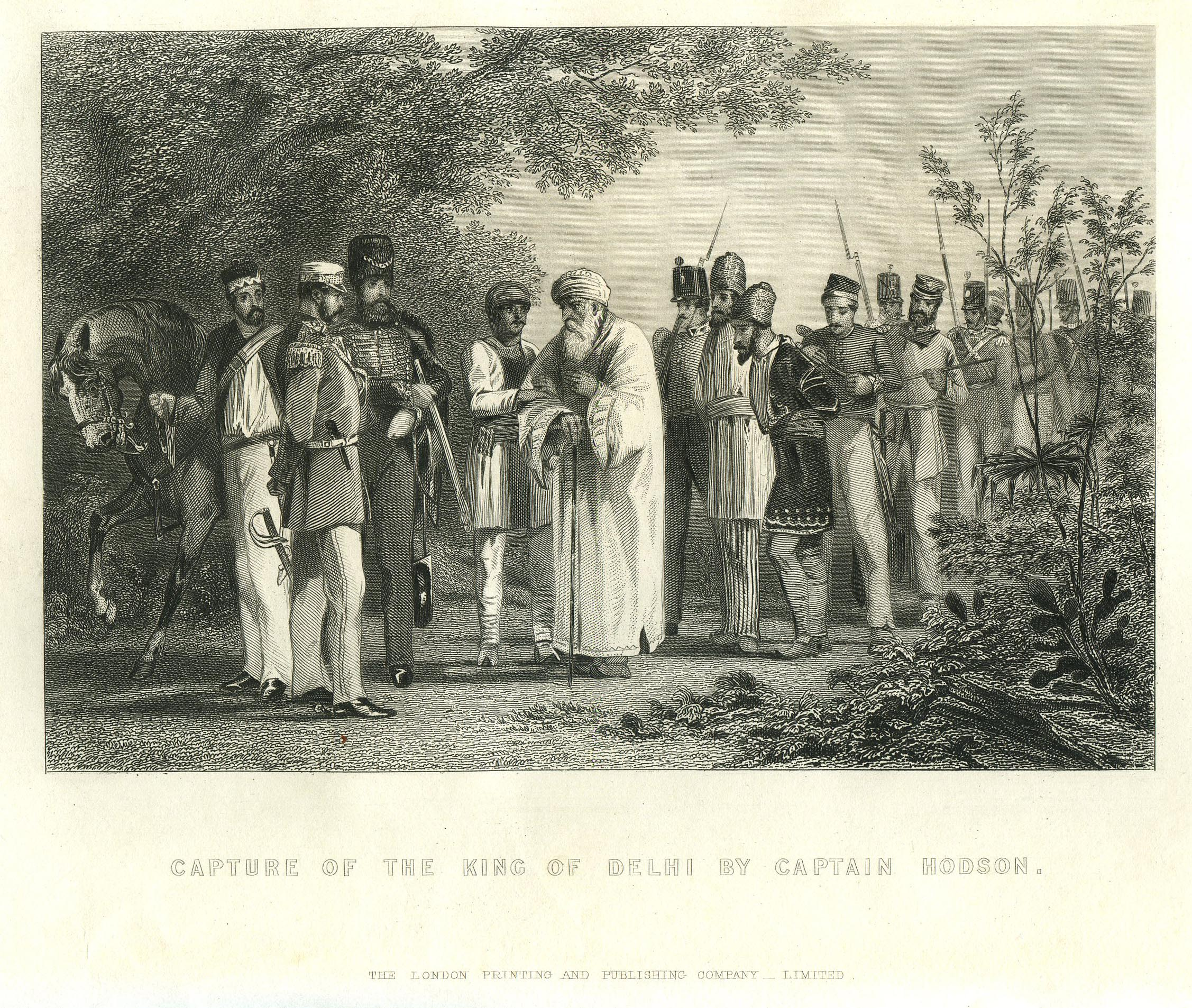
Die Festnahme von Bahadur Shah

- 20. September: Die Briten erobern mit loyalen Truppen Delhi zurück. Der indische Aufstand wird damit geschwächt, zumal der nominelle Anführer, Großmogul Bahadur Shah II., nach Verrat seines Verstecks vom britischen Offizier William Hodson gefangen genommen ist. Er wird nach Birma verbannt.
- 18. November: Am Ende der Belagerung von Lucknow wird die britische Garnison in der Stadt evakuiert.

#### Weitere Kolonien des britischen Weltreichs
- 4. März: Zwischen Großbritannien und Persien kommt ein Friedensschluss in Paris zustande, der einen nach dem Einmarsch persischer Truppen in Herat seit 1. November 1856 ausgebrochenen Krieg beider Staaten beilegt.
- 27. Juni: Die von Buren gegründete Transvaal-Republik im Süden Afrikas erklärt sich für unabhängig von der britischen Kapkolonie. Erster Staatspräsident wird Marthinus Wessel Pretorius.
- 31. Dezember: Queen Victoria entscheidet sich für Ottawa als Hauptstadt Kanadas.

#### China
- 28. Dezember: Britische und französische Schiffe beginnen im Zweiten Opiumkrieg vom Perlfluss aus Kanton zu beschießen.

#### Schweiz/Preußen

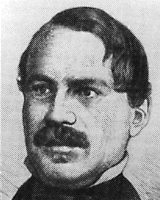
Constant Fornerod

- 1. Januar: Der Liberal-Radikale Constant Fornerod wird Bundespräsident der Schweiz.
- 26. Mai: Im Vertrag von Paris verzichtet Preußen auf seine Rechte am Fürstentum Neuenburg und der Grafschaft Valangin. Der Vertrag beendet den sogenannten Neuenburgerhandel mit der Schweiz und bedeutet eine schwere diplomatische Niederlage für König Friedrich Wilhelm IV. von Preußen. Der acht Artikel umfassende Vertrag wird in einem Sechsmächteabkommen von den Bevollmächtigten von Österreich, Frankreich, Großbritannien, Russland, Preußen und der Eidgenossenschaft unterzeichnet und besiegelt.

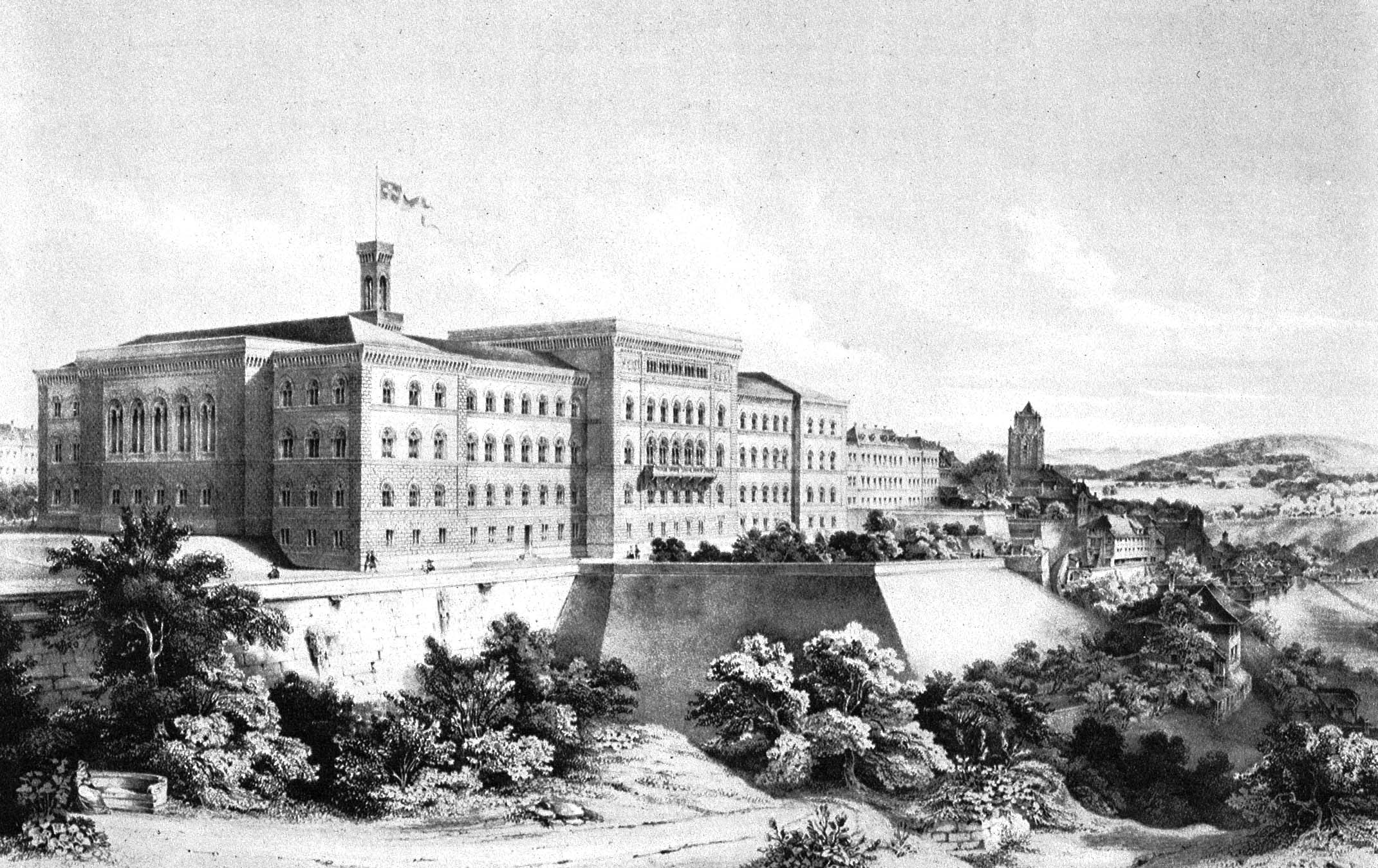
Das «Bundes-Rathaus» im Jahr 1857 (mit einem nie gebauten Turm mit Fahne)

- 5. Juni: Das nach Originalplänen von Ferdinand Stadler durch Jakob Friedrich Studer errichtete Bundes-Rathaus in Bern wird nach knapp fünfjähriger Bauzeit feierlich seiner Bestimmung übergeben.

#### Weitere Ereignisse in Europa

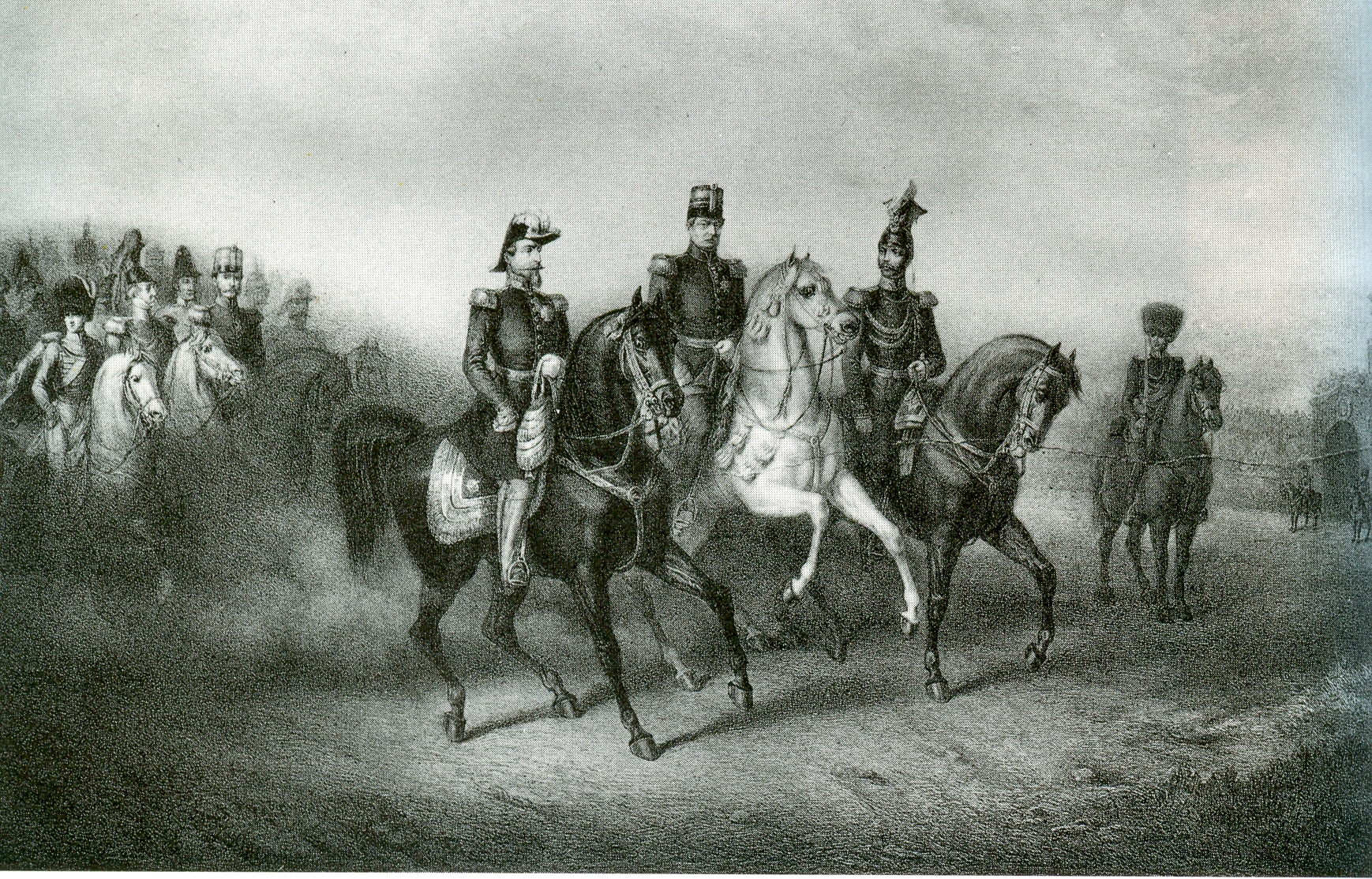
Kaiser Napoleon III., König Wilhelm I. und Zar Alexander II. beim Zwei-Kaiser-Treffen in Stuttgart 1857

- 24. September: Das Stuttgarter Zwei-Kaiser-Treffen beginnt und dauert bis zum 29. September an. König Wilhelm I. von Württemberg ist Gastgeber der beiden gegnerischen Monarchen Kaiser Napoléon III. und Zar Alexander für ein französisch-russisches Gipfeltreffen in der Haupt- und Residenzstadt des Königreichs Württemberg. Die Verhandlungen zwischen Russland und Frankreich werden von den beiden Außenministern, Alexander Michailowitsch Gortschakow und Alexandre Colonna-Walewski, geführt. Durch das Treffen gelingt es Russland, sich aus der politischen Isolierung, durch die es infolge des im Vorjahr beendeten Krimkriegs geraten ist, zu lösen. Frankreich erreicht im Gegenzug von Russland die Zusage der Neutralität im Falle eines Konflikts mit Österreich in Italien.

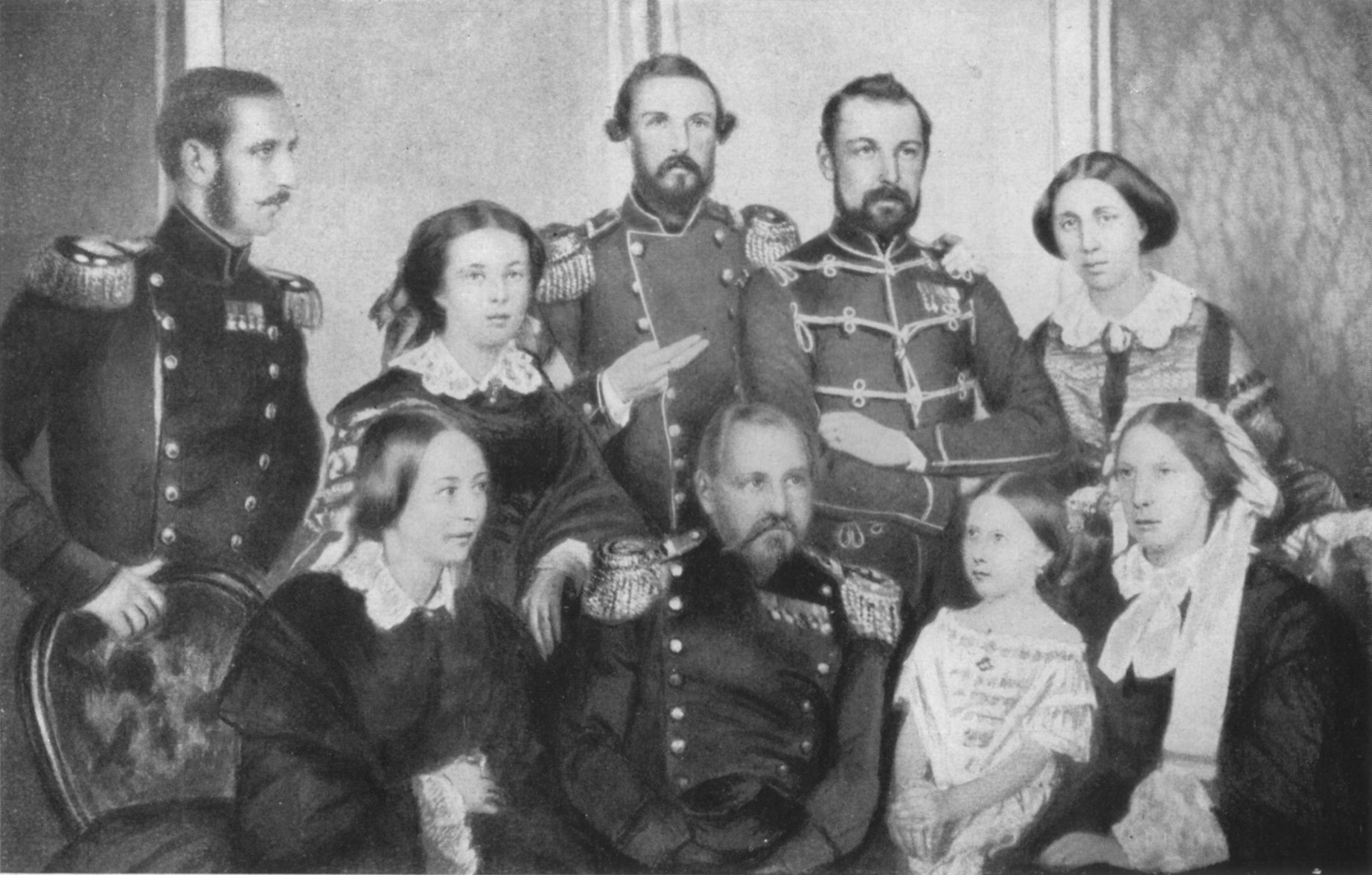
Das schwedische Königshaus 1857

- 25. September: In Schweden übernimmt Kronprinz Karl die Regentschaft für seinen schwer erkrankten Vater Oskar I.

#### Vereinigte Staaten von Amerika

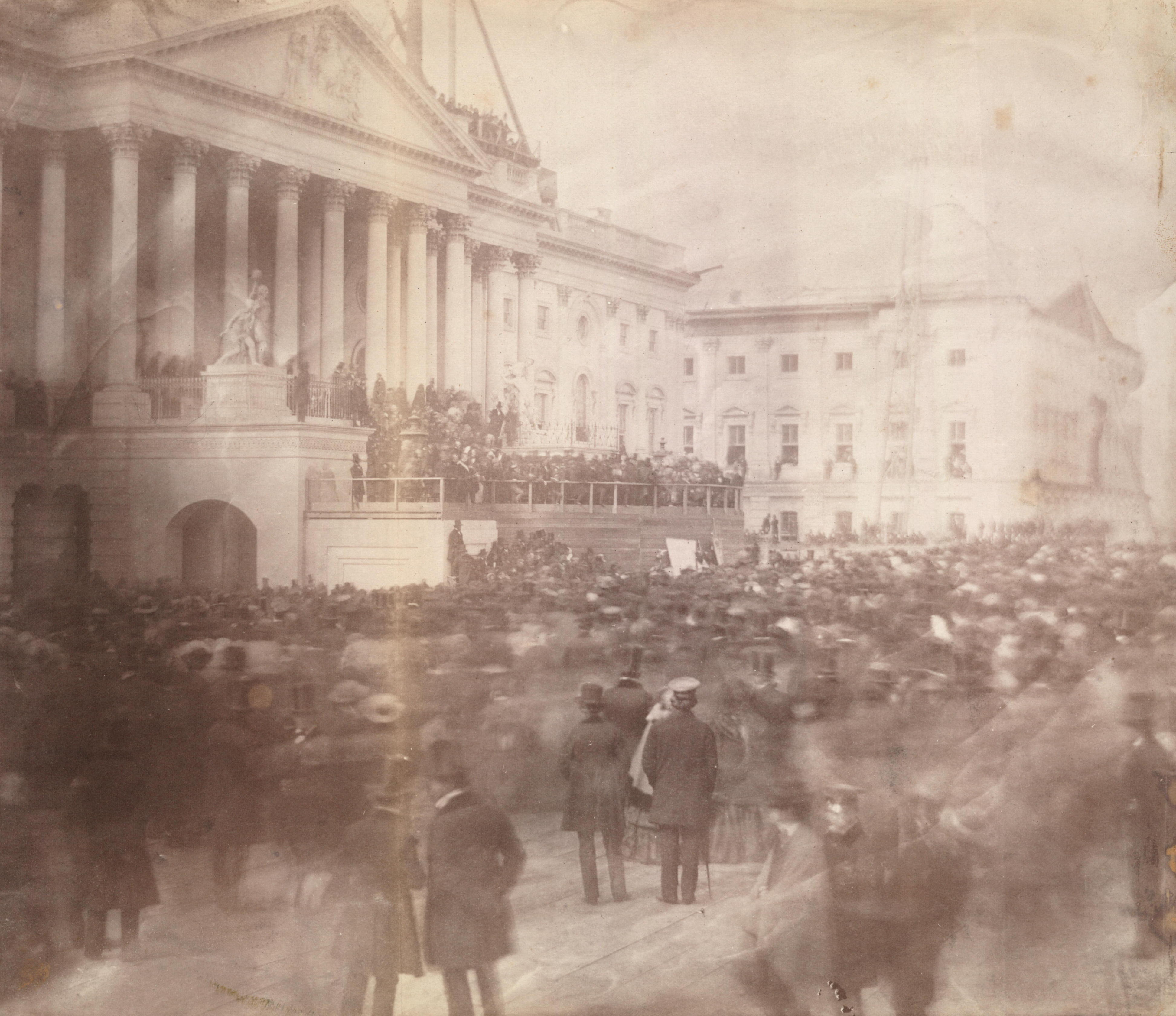
Die Inauguration von James Buchanan

- 4. März: James Buchanan wird nach seinem Wahlsieg im Vorjahr als 15. Präsident der Vereinigten Staaten in sein Amt eingeführt. Er löst Franklin Pierce ab. Das Kabinett Buchanan umfasst unter anderem John C. Breckinridge, den jüngsten Vizepräsidenten in der Geschichte der Vereinigten Staaten.
- 6. März: Der Oberste Gerichtshof der Vereinigten Staaten erklärt in seiner Grundsatzentscheidung im Fall Dred Scott v. Sandford, dass Schwarze unabhängig davon, ob sie als Sklaven gehalten werden oder nicht, keine Möglichkeit hätten, die amerikanische Staatsangehörigkeit zu erlangen. Ferner ist jede Beschränkung und jedes Verbot der Sklavenhaltung durch den US-Kongress verfassungswidrig, da die Sklavenhalter damit ohne ordentliches Gerichtsverfahren enteignet würden.
- 11. September: Im Utah-Krieg kommt es zum Mountain-Meadows-Massaker.

### Wirtschaft

#### Geldwirtschaft und Wirtschaftskrise
- 24. Januar: Im Wiener Münzvertrag wird der Vereinstaler in Österreich und den meisten Staaten des Deutschen Zollvereins als Zahlungsmittel vereinbart. Als österreichische Währung existiert der in 100 Kreuzer eingeteilte Gulden. In den Ländern des Deutschen Zollvereins werden die Dukaten abgeschafft.
- 14. März: Mit der Kopenhagener Konvention wird der Sundzoll, eine Haupteinnahmequelle Dänemarks über mehr als vier Jahrhunderte, gegen eine Geldentschädigung abgeschafft.

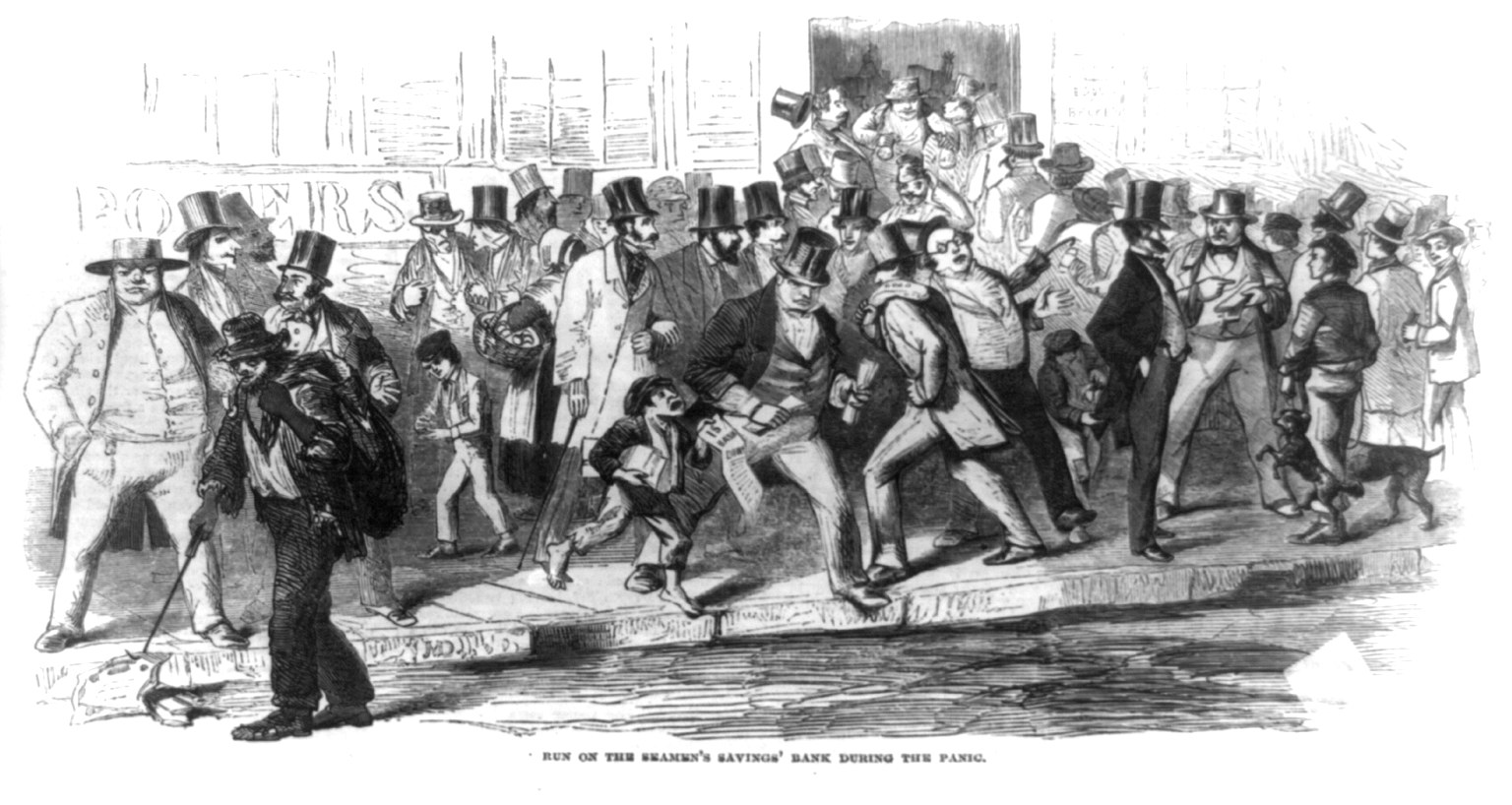
Bankansturm 1857

- 24. August: Mit dem Zusammenbruch der Ohio Life Insurance Company beginnt die Wirtschaftskrise von 1857.

#### Gewerbeausstellungen
- Die Schweizerische Gewerbe- und Industrieausstellung wird durchgeführt. Es handelt sich überwiegend um eine Leistungsschau.

#### Unternehmensgründungen und Handel

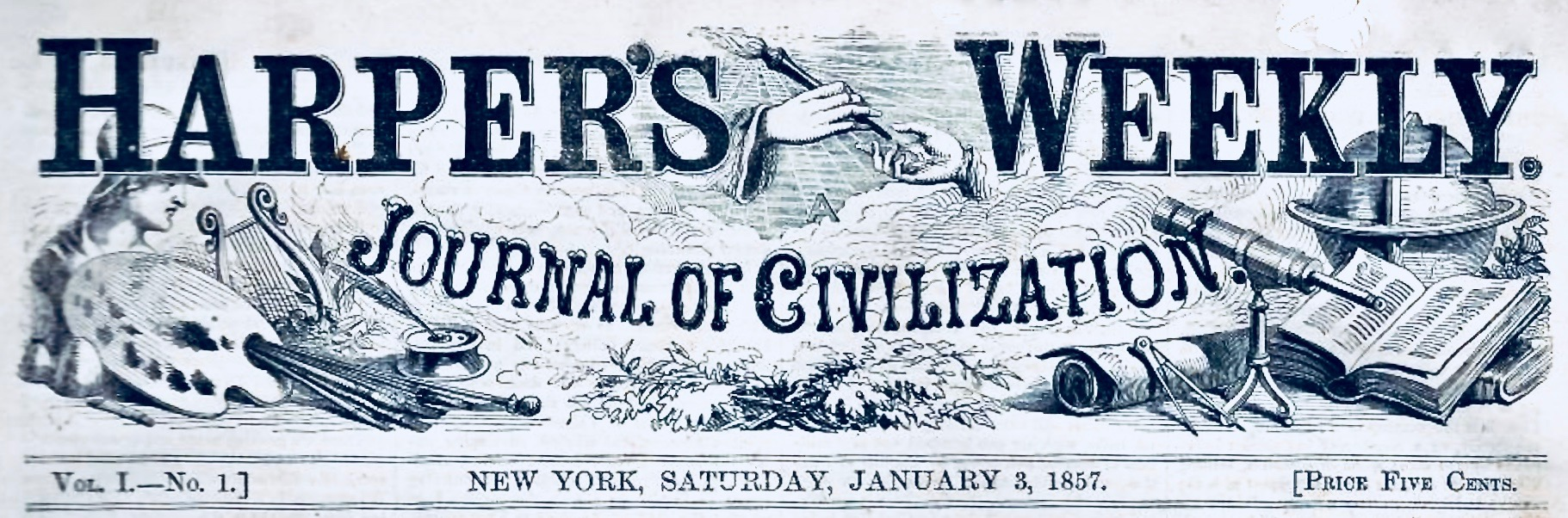
Titelkopf der Erstausgabe des Harper’s Weekly vom 3. Januar 1857

- 3. Januar: Fletcher Harper veröffentlicht die erste Ausgabe von Harper’s Weekly.
- 20. Februar: In Bremen wird die Reederei Norddeutscher Lloyd gegründet.
- 15. April: Die Brüder Abraham und Theodor Wertheim eröffnen in Stralsund ihr Manufactur-Modewarengeschäft.

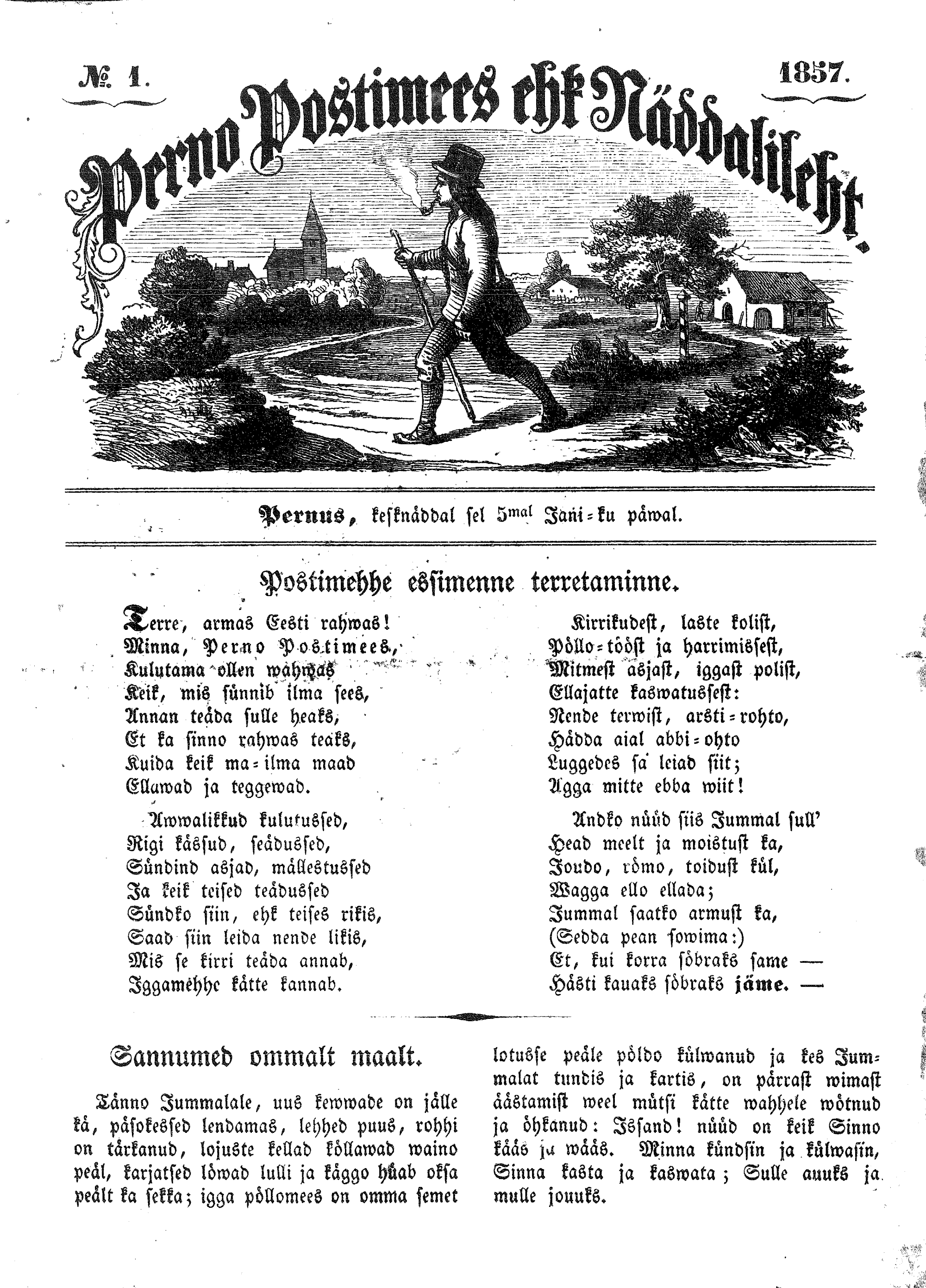
Titelblatt der ersten Ausgabe des Perno Postimees

- 7. Mai: In Stuttgart gründen Ernst Staengel und Karl Ziller eine Kakao- und Schokoladenfabrik, die Waren unter dem Markennamen Eszet herstellt.
- 5. Junijul. / 17. Juni 1857greg. In Pärnu erscheint die Erstausgabe der Wochenzeitung Postimees in estnischer Sprache. Leitender Redakteur ist Johann Voldemar Jannsen.
- Die Aktien-Zuckerfabrik Neuwerk bei Hannover wird gegründet. Damit beginnt im Königreich Hannover die Produktion von Zucker aus Zuckerrüben.
- In den USA wird das erste eigens hergestellte kommerzielle Toilettenpapier produziert.
- Oliver Winchester erwirbt die bankrotte Volcanic Repeating Arms Company und übersiedelt sie von Norwich, Connecticut, nach New Haven.
- Smith & Wesson bringt den Smith & Wesson No 1 auf den Markt, den ersten Revolver, der im Gegensatz zu den zu dieser Zeit gebräuchlichen Perkussionsrevolvern zum Verschießen von Metallpatronen konstruiert ist.

#### Verkehr
- 7. Mai: Die erste Teilstrecke der späteren Bahnstrecke Landau–Rohrbach wird eröffnet. Sie führt von Homburg über Schwarzenacker und Einöd nach Zweibrücken.

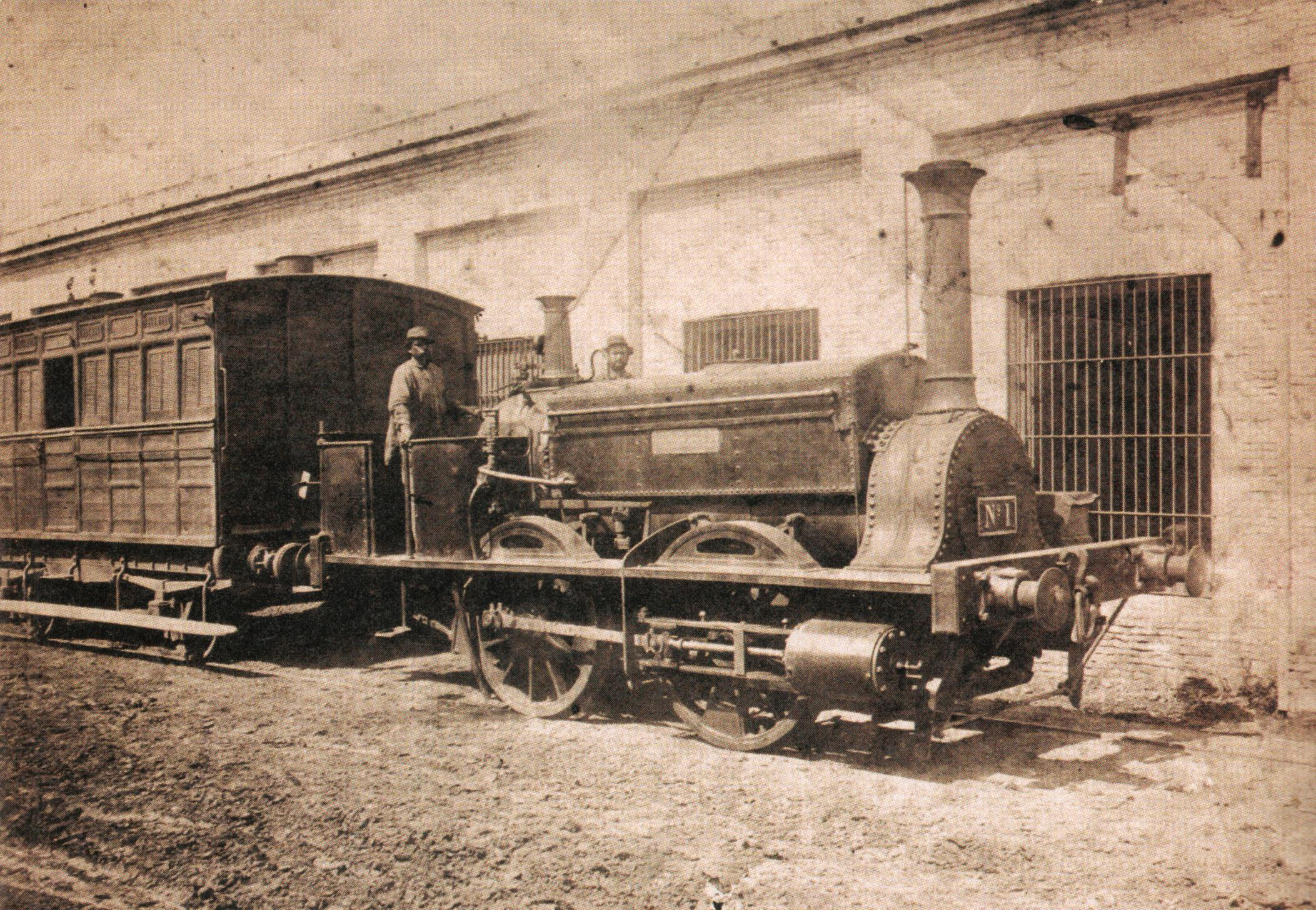
Lokomotive La Porteña

- 29. August: In Argentinien fährt die erste Eisenbahn auf der Strecke von der Station Plaza del Parque in Buenos Aires nach Floresta.

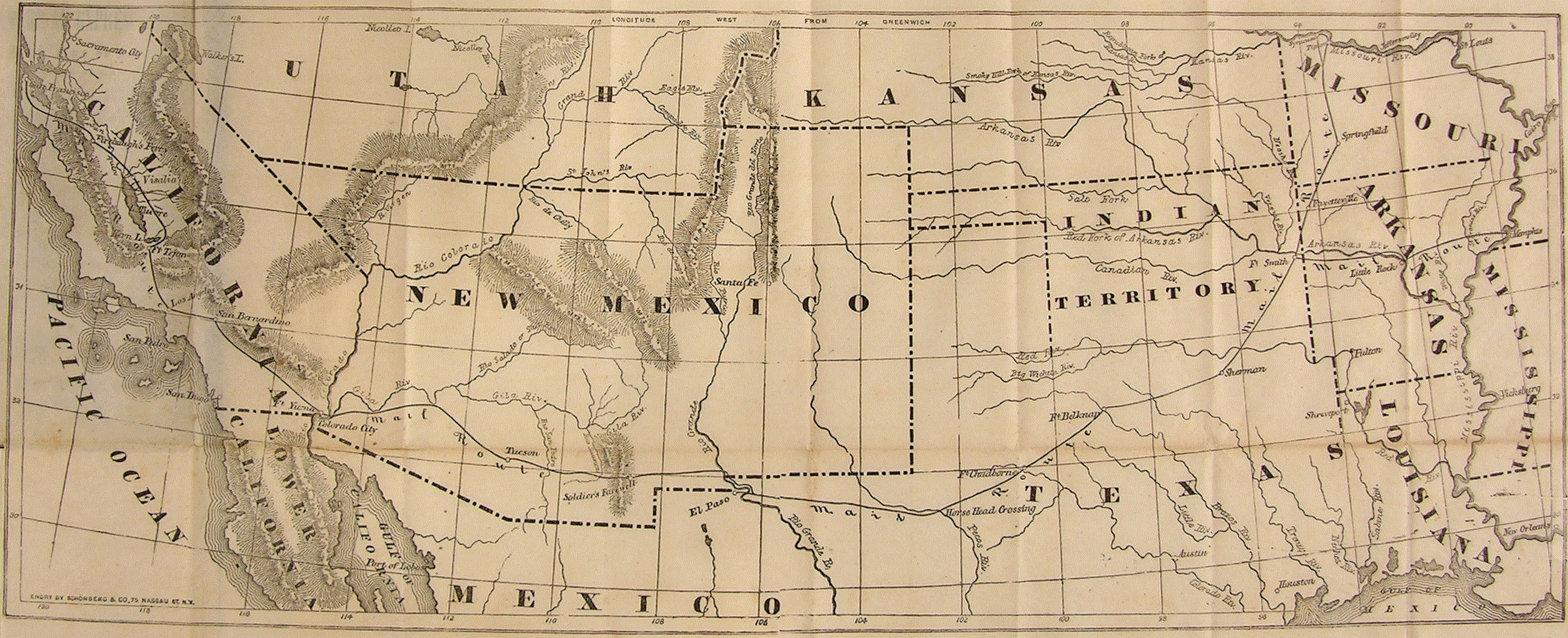
Die Streckenführung der Butterfield Overland Mail

- 15. September: Die ersten Postkutschen befahren die Butterfield Overland Mail-Route zwischen St. Louis und San Francisco.
- Die Memphis and Charleston Railroad wird fertiggestellt, die erste Eisenbahnlinie, die den Mississippi River mit dem Atlantik verbindet.

### Wissenschaft und Technik

#### Entdeckungsreisen

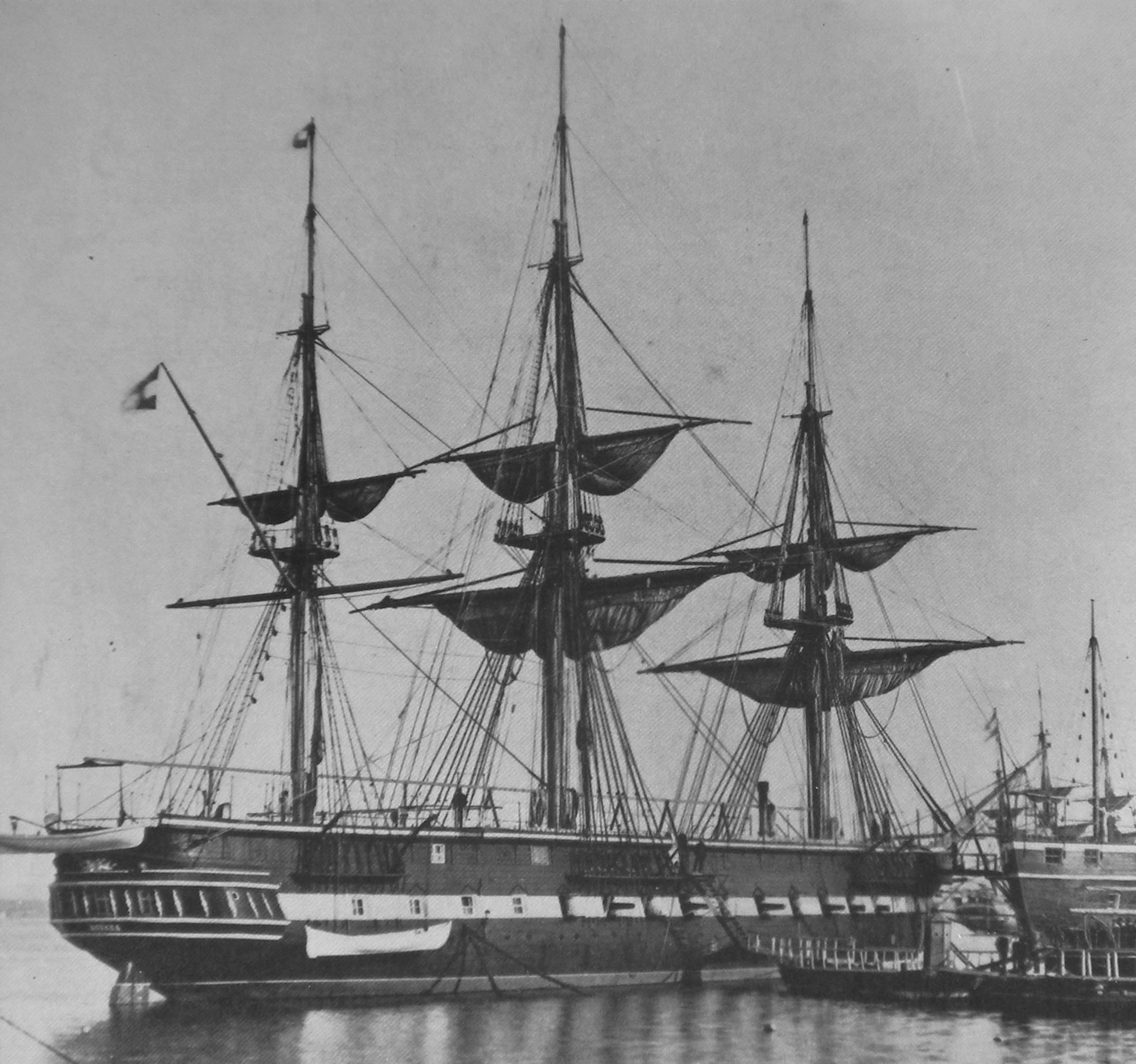
Die SMS Novara nach ihrem Umbau von 1861–62 zur Dampffregatte mit Rundheck

- 30. April: In Triest startet die Novara-Expedition, eine Forschungsreise rund um die Welt mit der Fregatte Novara der österreichischen Marine.
- 26. August: Der deutsche Entdeckungsreisende Adolf Schlagintweit wird im innerasiatischen Kaschgar ohne Prozess als angeblicher chinesischer Spion enthauptet.

#### Archäologie
- Bei Callanish in Schottland finden erstmals Ausgrabungen der dortigen Menhire statt (Steinkreis von Callanish).

#### Biologie und Anthropologie
- 4. Februar: Johann Carl Fuhlrott und Hermann Schaaffhausen berichten – nach Untersuchung des Fossils Neandertal 1 – über eine bisher unbekannte vorzeitliche Menschenform, den Neandertaler, in einer Versammlung des Naturhistorischen Vereins der preußischen Rheinlande und Westphalens.

#### Technische Errungenschaften
- 23. März: Elisha Graves Otis stellt im Kaufhaus Haughwout Store mit der Anschrift „488, Broadway“ in New York City den weltweit ersten Personenaufzug mit Absturzsicherung fertig.

Phonautograph von Scott de Martinville

- Der französische Drucker und Buchhändler Édouard-Léon Scott de Martinville konstruiert das erste bekannte Gerät zur Aufzeichnung von Tönen und nennt es Phonautograph.
- Werner von Siemens formuliert das Gegenstromprinzip.
- Um 1857 wird ein fast 4.000 km langes Seekabel von Amerika nach England verlegt.

#### Lehre und Forschung
- Das South Kensington Museum in London wird gegründet.

### Kultur

#### Architektur
- 23. Februar: In New York City gründen 13 Architekten das American Institute of Architects. Zum ersten Präsidenten wird Richard Upjohn gewählt.

#### Bildende Kunst
- 4. September: In Weimar wird vor dem Weimarer Hoftheater das vom Dresdner Bildhauer Ernst Rietschel geschaffene Goethe-Schiller-Denkmal eingeweiht.

The Two Ways of Life

- Der schwedisch-britische Fotograf Oscar Gustave Rejlander schafft sein bekanntestes Werk, die Collage The Two Ways of Life. Die anfängliche Kritik an der „Indezenz“ des Werks verstummt, als Königin Victoria eine Kopie für ihren Gatten erwirbt.
- Nach einer umfangreichen Überarbeitung stellt der französische Maler Jean-Baptiste Camille Corot sein 1844 entstandenes Gemälde Ländliches Konzert neuerlich aus.

#### Musik und Theater
- 7. Januar: Das Klavierkonzert Nr. 2 A-Dur von Franz Liszt wird in Weimar uraufgeführt.
- 12. März: Die Oper Simon Boccanegra von Giuseppe Verdi auf ein Libretto von Francesco Maria Piave hat ihre Uraufführung am Teatro La Fenice in Venedig. Als Vorlage dient das Theaterstück Simón Bocanegra von Antonio García Gutiérrez. Die Aufführung wird ein Misserfolg und verschwindet bald von den Spielplänen, was Verdi zu einer Überarbeitung des Stoffes veranlasst.
- 26. März: Die Komödie Die Affäre Rue de Lourcine von Eugène Labiche erlebt ihre Uraufführung in Paris.

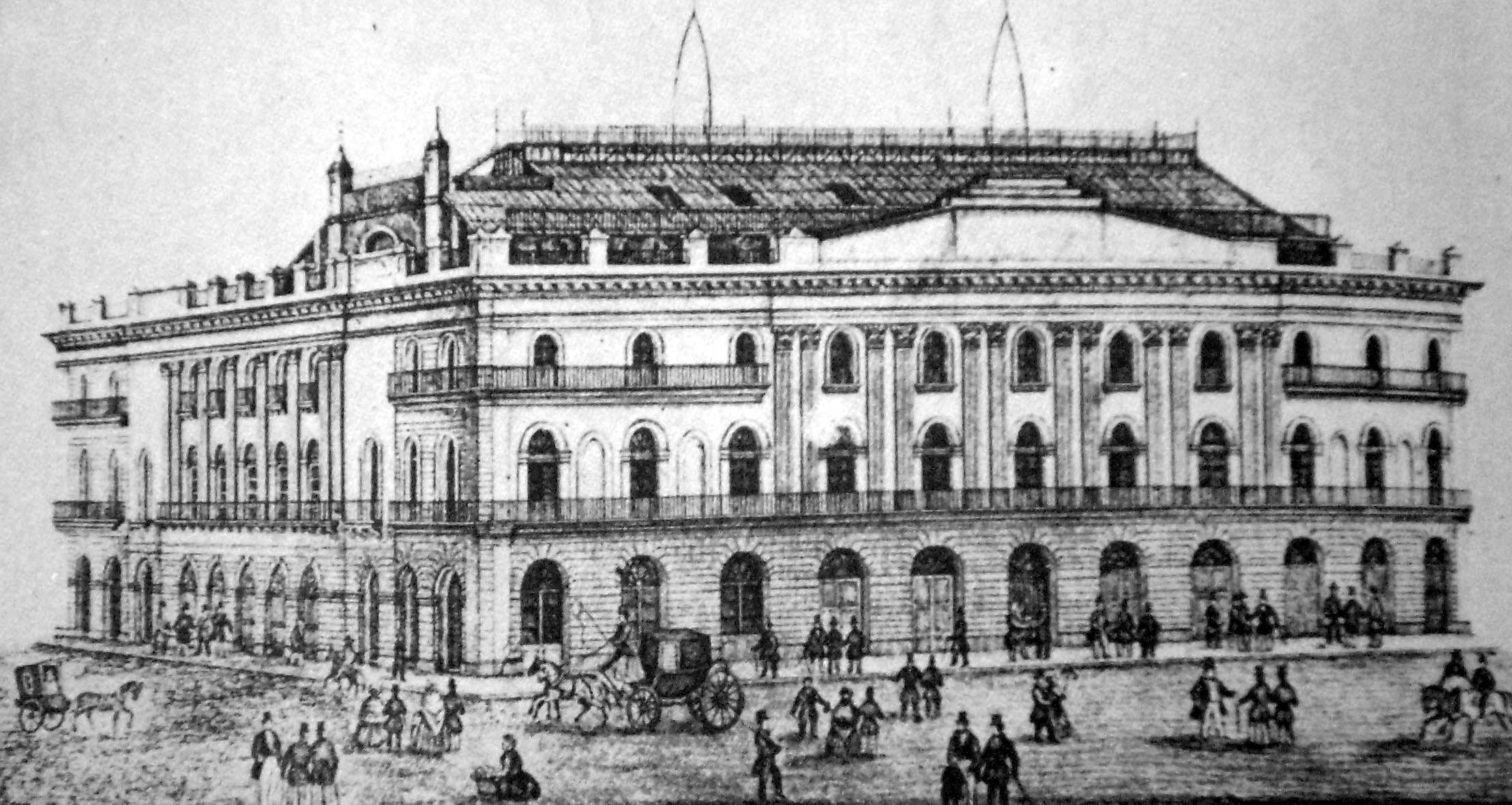
Das erste Teatro Colón

- 27. April: In Buenos Aires wird das von Charles Pellegrini errichtete erste Teatro Colón mit Verdis La traviata eröffnet.
- 30. April: Die Uraufführung der Operette Dragonette von Jacques Offenbach erfolgt am Théâtre des Bouffes-Parisiens in Paris.
- 16. August: Giuseppe Verdis Oper Aroldo mit dem Libretto von Francesco Maria Piave wird am Teatro Nuovo in Rimini mit Erfolg uraufgeführt. Es handelt sich um die umgearbeitete und völlig neu konzipierte Oper Stiffelio, die auf Druck der Zensur nur in entstellter Form in Italien aufgeführt werden darf.
- 5. September: Anlässlich der Einweihung des Goethe- und Schiller-Denkmals wird in Weimar die Faust-Sinfonie von Franz Liszt uraufgeführt. Sie ist inspiriert durch Goethes Drama Faust I und stellt eine der Sinfonie-Form nahestehende Sinfonische Dichtung dar.
- 10. Oktober: Die Uraufführung der einaktigen Operette Le Mariage aux Lanternes (Die Verlobung bei der Laterne) von Jacques Offenbach auf das Libretto von Michel Carré findet am Théâtre des Bouffes-Parisiens in Paris statt.
- 31. Oktober: Am Carltheater in der Leopoldstadt bei Wien wird die Posse mit Gesang Tannhäuser von Johann Nestroy (Text) und Carl Binder (Musik) uraufgeführt. Das Stück beruht auf der Travestie Tannhäuser und die Prügelei auf der Wartburg von Hermann Wollheim und parodiert die Oper Tannhäuser und der Sängerkrieg auf Wartburg von Richard Wagner.

### Gesellschaft
- 22. Februar: In München sollen nach unsicherer Überlieferung die ersten Weißwürste im Gasthaus „Zum ewigen Licht“ serviert worden sein. Sepp Moser erfand am Rosenmontag zufällig die Weißwurst.
- 28. Februar: Nach 72 Dienstjahren wird der österreichische Feldmarschall Josef Graf Radetzky in den Ruhestand versetzt.
- 28. September: Während des Stuttgarter Zwei-Kaiser-Treffens gönnen sich der russische Zar Alexander II., der französische Kaiser Napoleon III. und der württembergische König Wilhelm I. einen Ausflug zum Cannstatter Volksfest.
- In London wird der Savage Club gegründet.

### Religion
- 3. Januar: Der Pariser Erzbischof Auguste Sibour wird in der Pfarrkirche Saint-Étienne-du-Mont vom Priester Jean-Louis Verger ermordet. Nach seiner Kritik am Dogma der Unbefleckten Empfängnis war der Täter in der Zeit davor des Amtes enthoben worden.
- Das Österreichische Hospiz zur Heiligen Familie, eine Pilgerherberge der katholischen Kirche Österreichs in der Jerusalemer Altstadt, wird gegründet.

### Katastrophen
- 9. Januar: Das starke Fort-Tejon-Erdbeben erschüttert große Teile Kaliforniens. Der Erdstoß ist mit dem Erdbeben 1906 in San Francisco vergleichbar. Das Epizentrum wird bei der Stadt Parkfield vermutet. Wegen dünner Besiedlung des betroffenen Gebiets sind weniger Personen- als Sachschäden die Folge.
- 13. Februar: Nach dem Ablegen in New York verschwindet der Passagierdampfer Tempest der britischen Anchor Line mit 150 Menschen an Bord spurlos auf dem Nordatlantik.
- 20. August: Am Eingang zum Hafen von Sydney zerschellt der britische Klipper Dunbar bei heftigen Winden und starkem Regenfall am felsigen Ufer. Von den 122 Menschen an Bord überlebt nur einer.

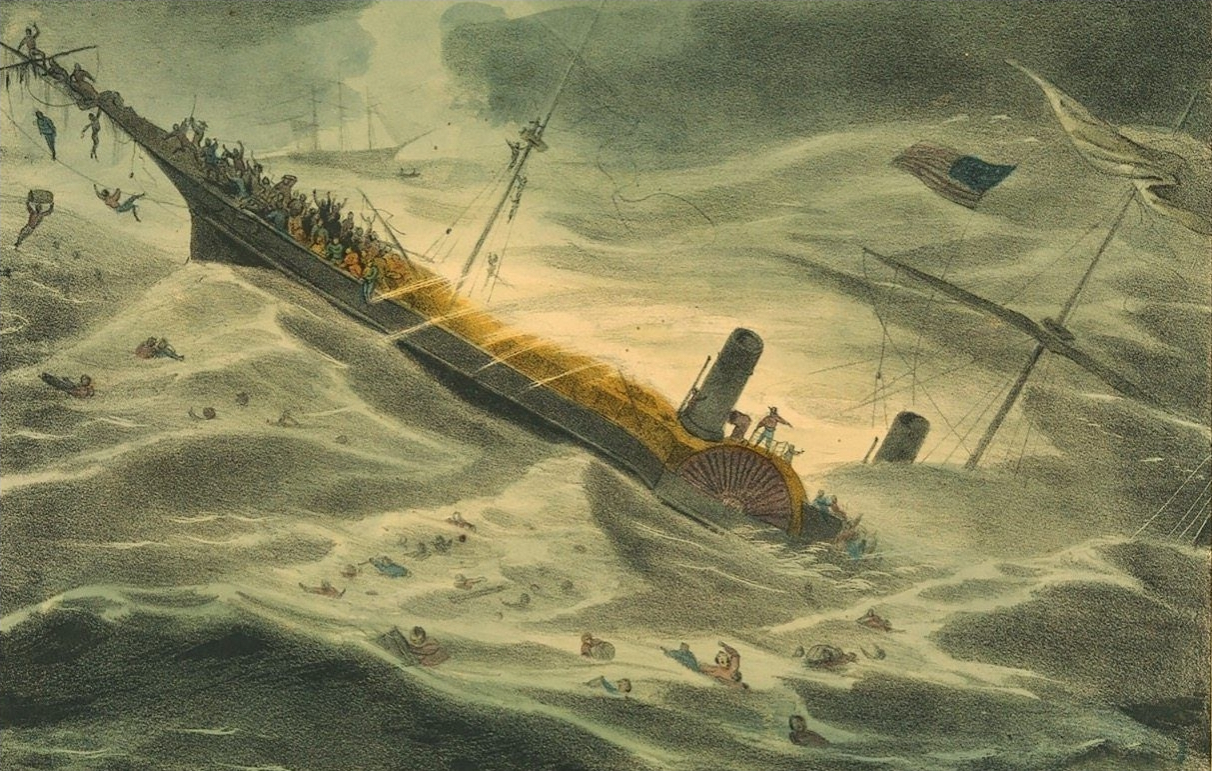
Darstellung des Unterganges der Central America durch J. Childs

- 12. September: Ein Hurrikan verursacht den Untergang des US-Passagierschiffs Central America auf der Fahrt von Havanna nach New York. 149 Personen können von zwei Schiffen gerettet werden, 429 Menschen finden den Tod. Es gehen mit der Ladung über 13 Tonnen Goldfracht aus Kalifornien unter, die 1987 zu einer Bergungsaktion führen wird.
- 18. November: Der Pulverturm in der Festung Mainz explodiert. 208 Zentner Zündhütchen und über 600 Leuchtkugeln befinden sich in diesem Magazin. Innerhalb weniger Sekunden werden 57 Häuser am Kästrich zerstört. An weiteren 64 Gebäuden und an den Festungswerken entsteht großer Sachschaden.
- 16. Dezember: In der Basilikata ereignet sich ein starkes Erdbeben, das über 11.000 Tote verursacht. Der irische Geophysiker Robert Mallet reist in der Folge nach Italien, um die Katastrophe zu erforschen.

### Sport

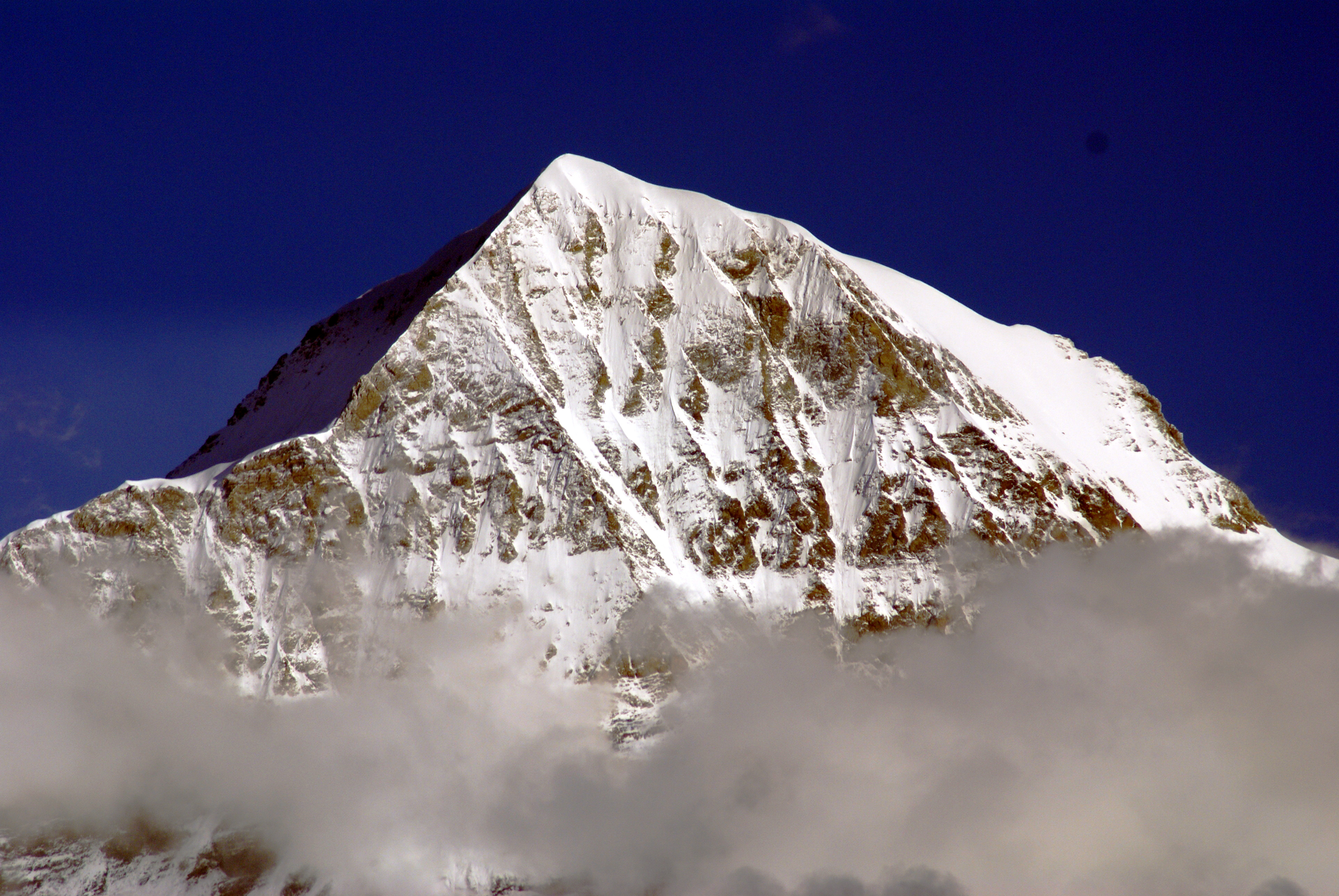
Der Mönch

- 15. August: Der Mönch in den Berner Alpen wird vom Bergführer Christian Almer und drei Begleitern erstmals bestiegen.
- 24. Oktober: Mit dem englischen FC Sheffield wird der allererste Fußballverein gegründet.
- 22. Dezember: In London wird mit dem Alpine Club der weltweit erste Bergsteigerverband gegründet. Erst ab dem Jahr 1974 nimmt der Verband auch Alpinistinnen in seine Reihen auf.

## Historische Ansichten und Karten

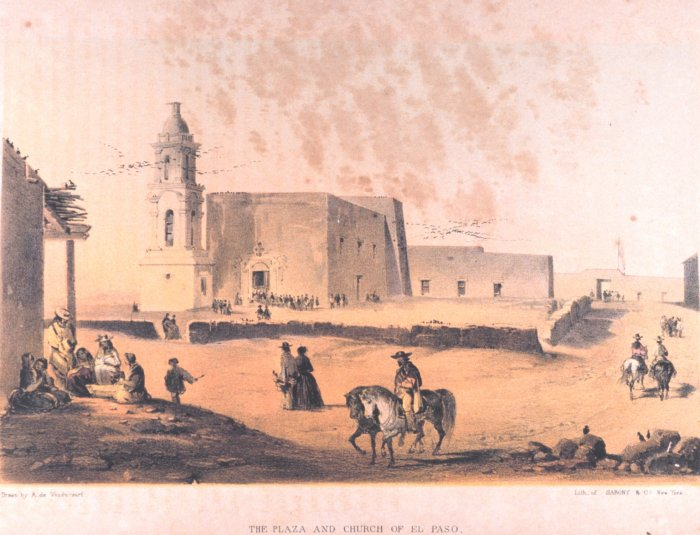
El Paso 1857
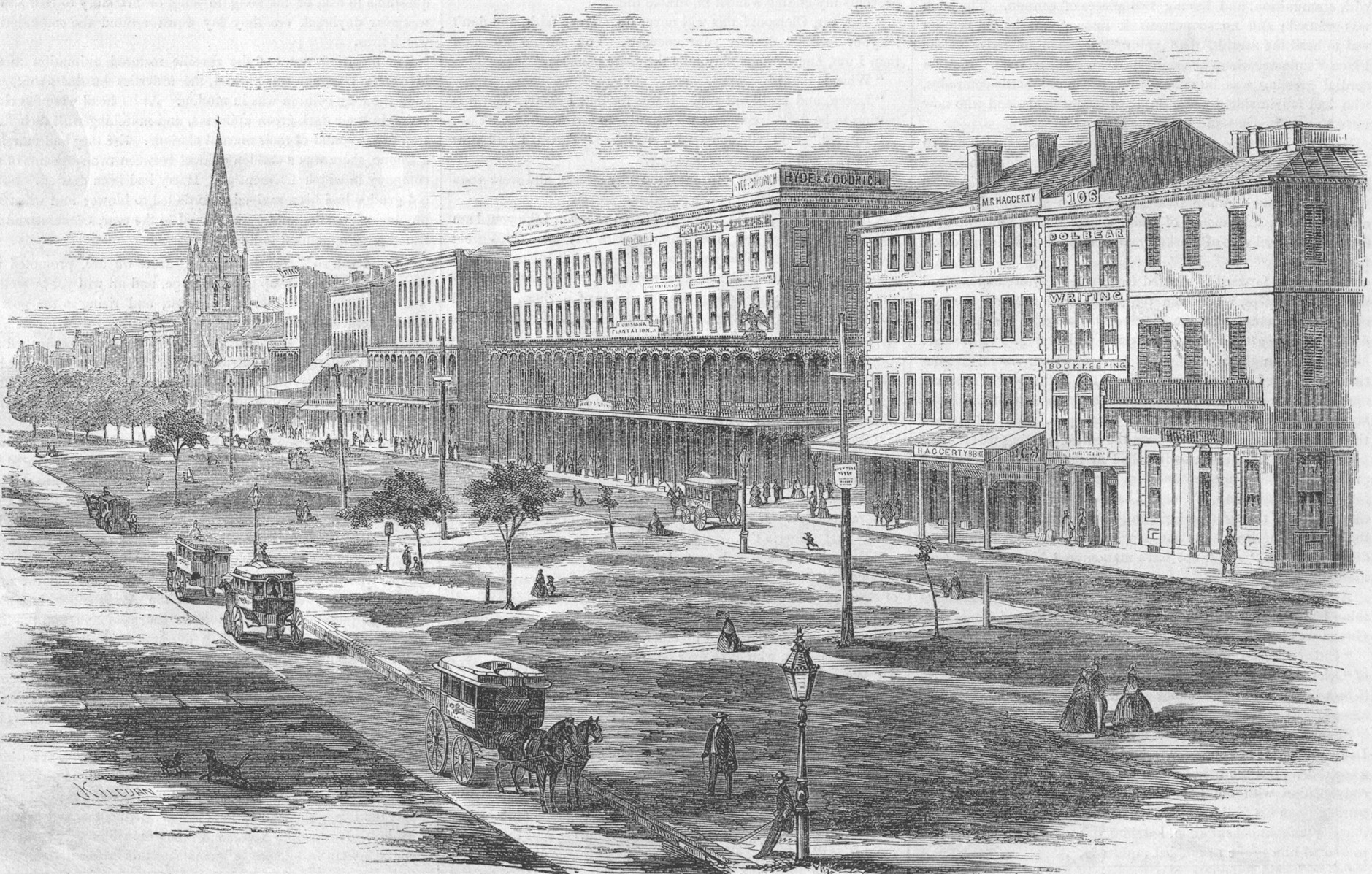
New Orleans 1857
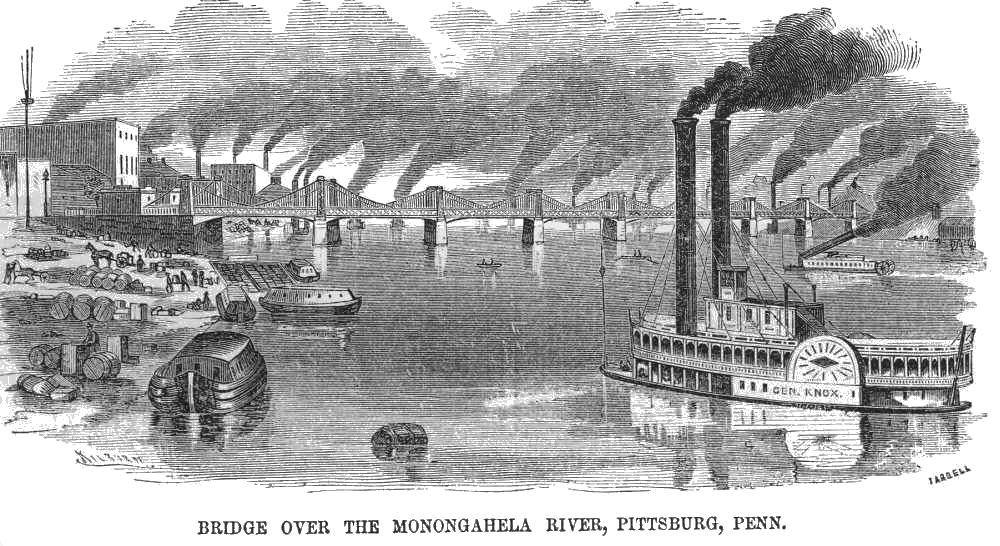
Pittsburgh 1857

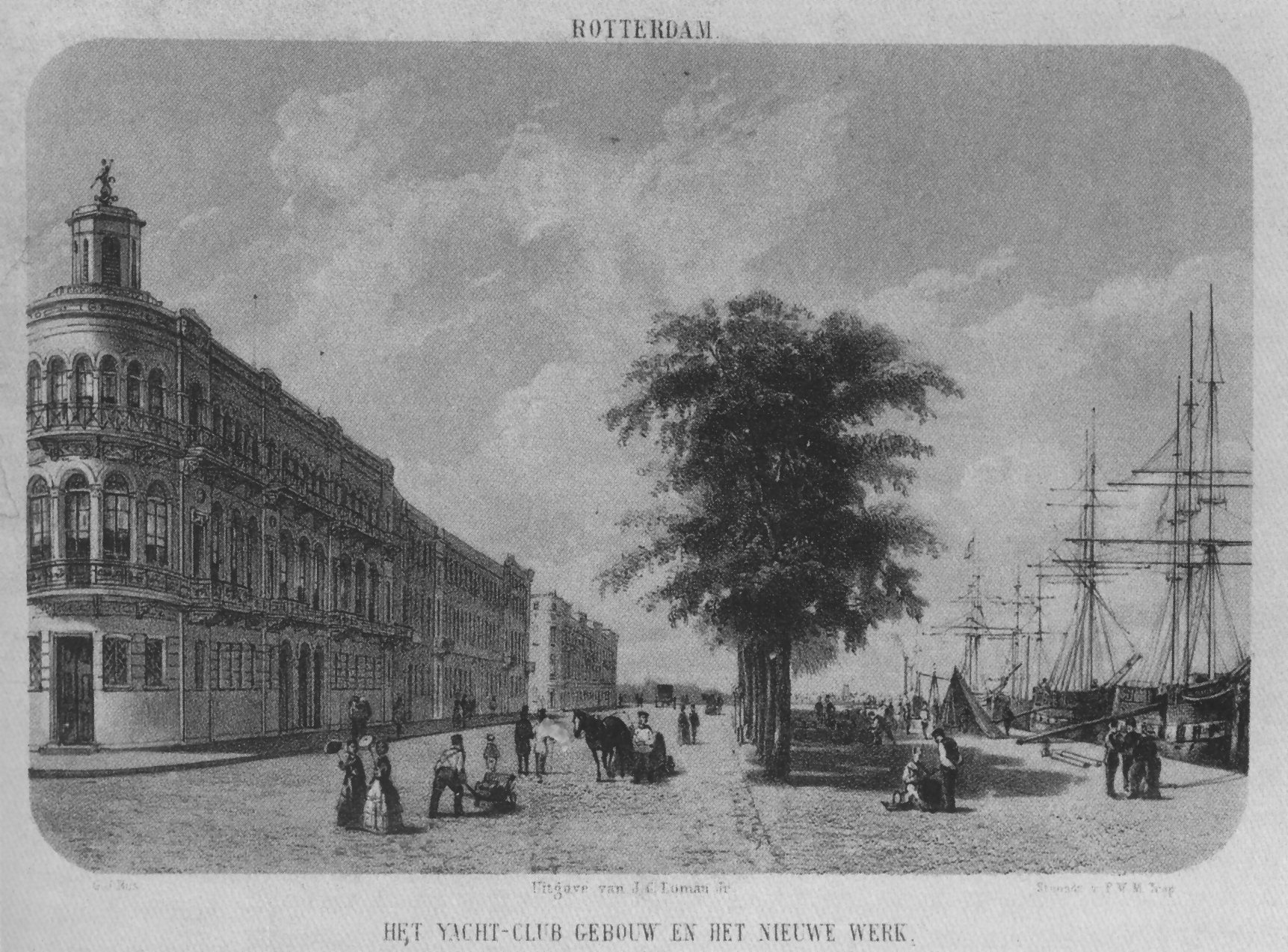
Rotterdam 1857
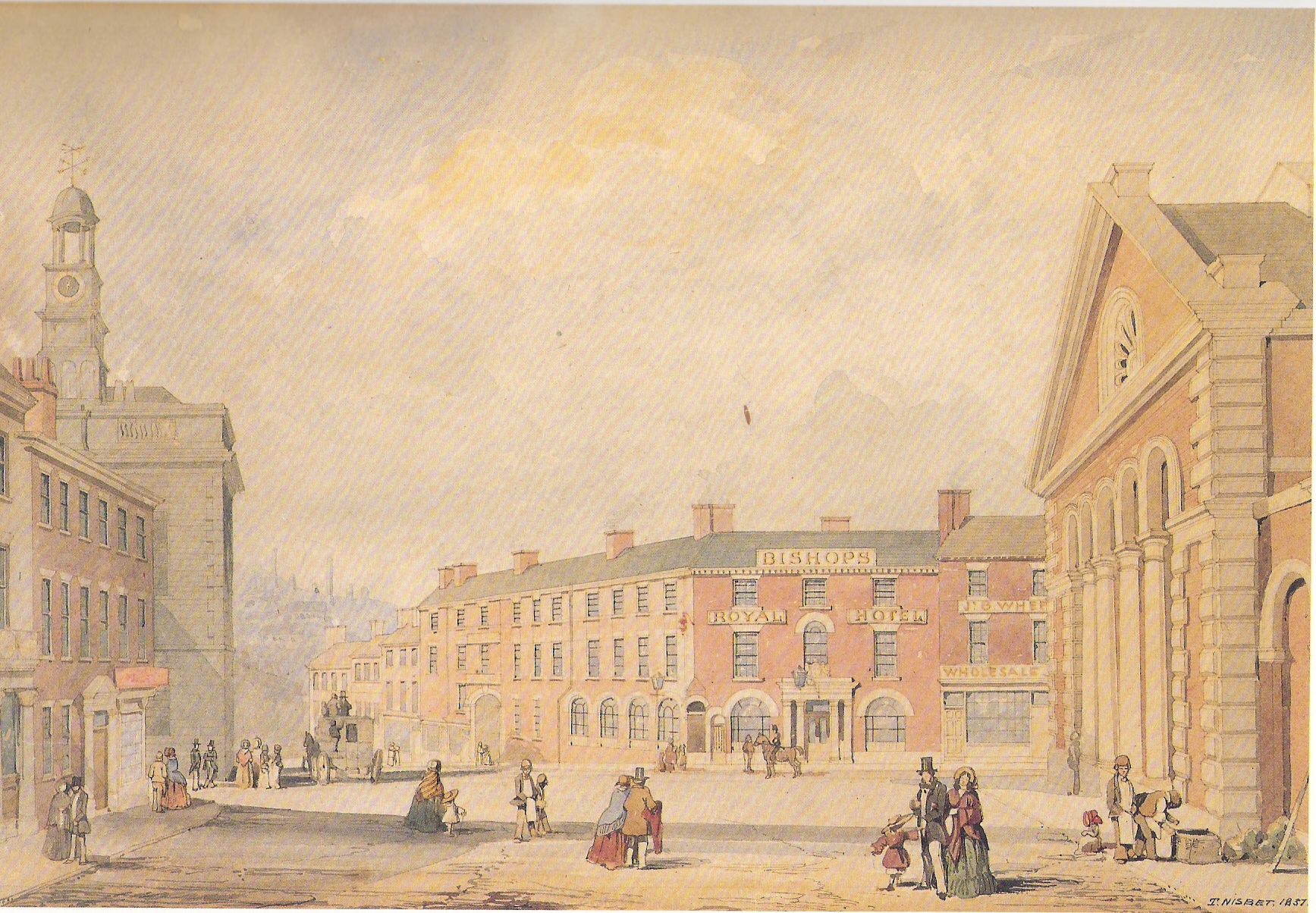
Sheffield 1857
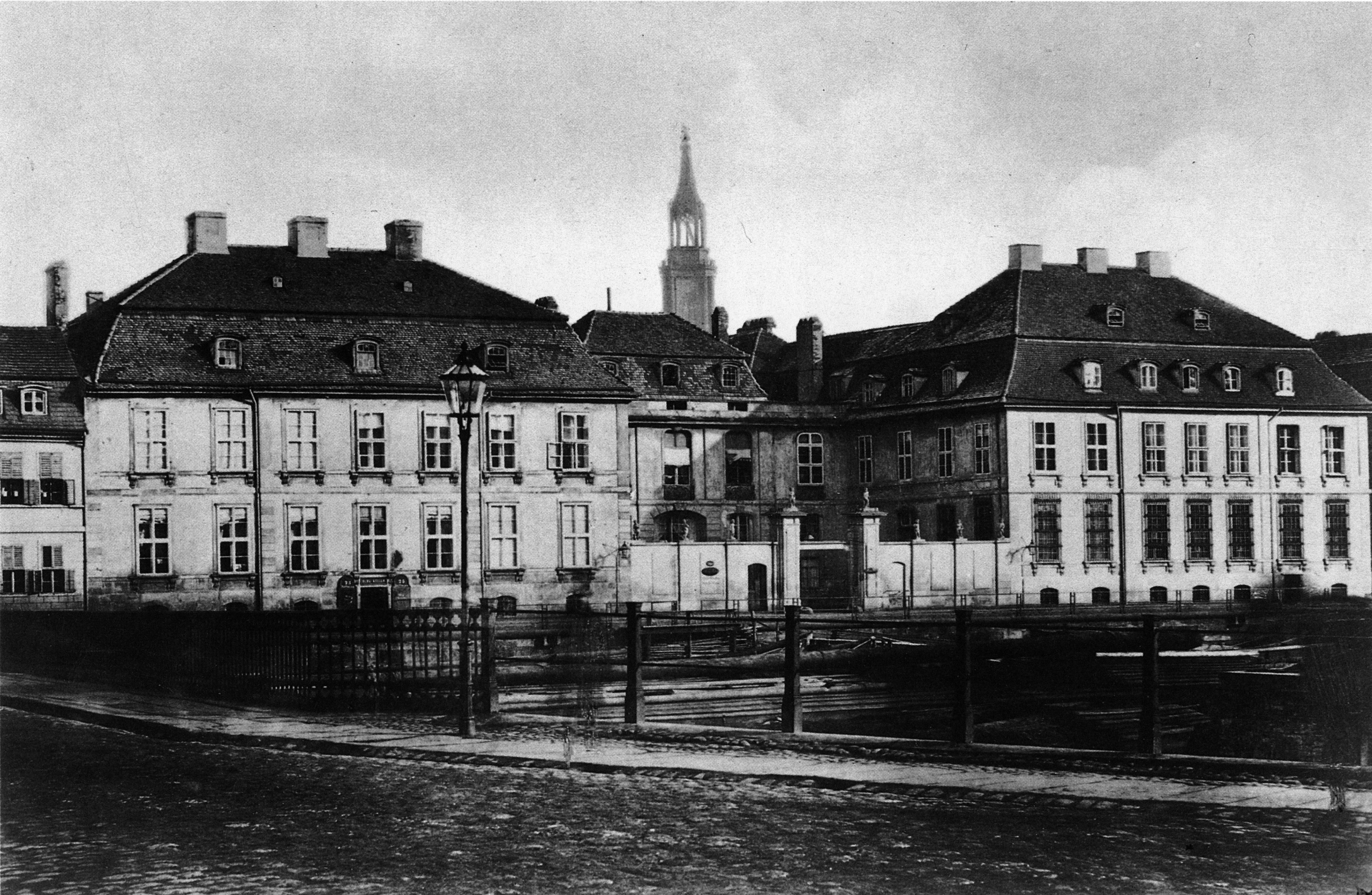
Das Palais Itzig in Berlin (1857)
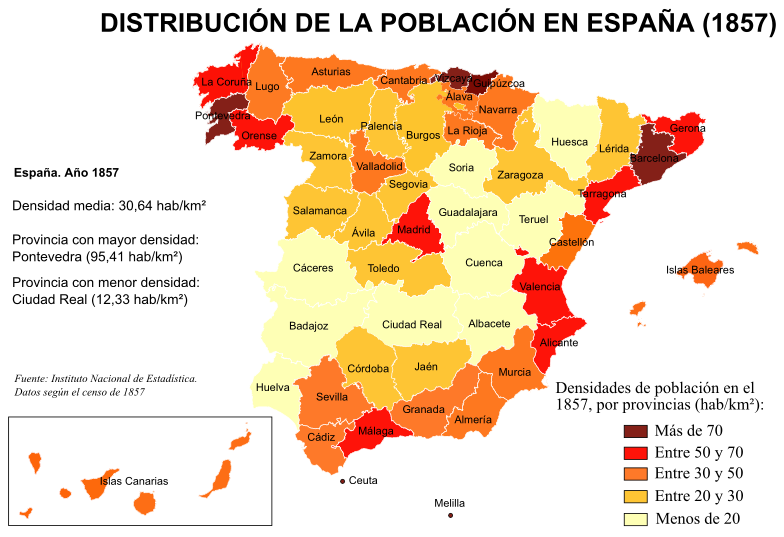
Bevölkerungsdichte in Spanien 1857

## Geboren

### Januar/Februar
- 02. Januar: Frederick Burr Opper, US-amerikanischer Comiczeichner und Illustrator († 1937)
- 03. Januar: Emma Ihrer, deutsche Politikerin und Gewerkschafterin († 1911)
- 07. Januar: Julius Hermann, deutscher Pädagoge und Amateurentomologe († 1933)
- 12. Januar: Knut Johann Ångström, schwedischer Physiker († 1910)
- 13. Januar: Paul Ewald, deutscher evangelischer Theologe und Hochschullehrer († 1911)
- 14. Januar: Alice Pike Barney, US-amerikanische Malerin († 1931)
- 15. Januar: Alexander Fritz, deutscher Schachspieler († 1932)
- 17. Januar: Wilhelm Kienzl, österreichischer Komponist († 1941)
- 18. Januar: Franz Georg von Glasenapp, deutscher General († 1914)
- 18. Januar: Max Sering, deutscher Nationalökonom († 1939)
- 19. Januar: Karl Wüstefeld, deutscher Rektor, Organist und Heimatforscher († 1937)
- 23. Januar: Andrija Mohorovičić, kroatischer Geophysiker († 1936)
- 29. Januar: Richard Schwemer, deutscher Lehrer und Historiker († 1928)
- 31. Januar: Alfred Gustav Benedictus Ackermann-Teubner, deutscher Verleger und Buchhändler († 1941)
- 01. Februar: Wladimir Bechterew, russischer Neurophysiologe und Psychiater († 1927)
- 02. Februar: Jan Drozdowski, polnischer Pianist und Musikpädagoge († 1918)
- 02. Februar: Alexander Cameron Rutherford, kanadischer Politiker († 1941)
- 03. Februar: Wilhelm Johannsen, dänischer Botaniker und Genetiker († 1927)
- 03. Februar: Hugo Krabbe, niederländischer Staatsrechtler († 1936)
- 07. Februar: James Hotchkiss Rogers, US-amerikanischer Organist und Komponist († 1940)
- 08. Februar: Christiaan Snouck Hurgronje, niederländischer Arabist und Islamkundiger († 1936)
- 08. Februar: Nikolaus Müller, deutscher Altphilologe, Kirchenhistoriker und evangelischer Theologe († 1912)
- 11. Februar: Georg Wertheim, deutscher Kaufmann († 1939)
- 12. Februar: Eugène Atget, französischer Fotograf († 1927)
- 13. Februar: Friedrich Adler, österreichischer Schriftsteller († 1938)
- 17. Februar: Johannes Abromeit, deutscher Botaniker († 1946)

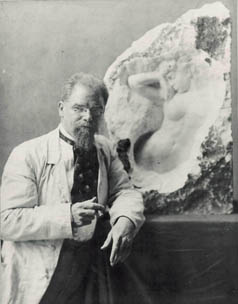
Max Klinger

- 18. Februar: Max Klinger, deutscher Bildhauer, Maler und Grafiker († 1920)
- 18. Februar: Ferdinand Wittenbauer, österreichischer Techniker († 1922)
- 19. Februar: Hugo III. Henckel von Donnersmarck, schlesischer Magnat, Jurist und Offizier († 1923)
- 22. Februar: Robert Baden-Powell, britischer Gründer der Pfadfinderbewegung († 1941)

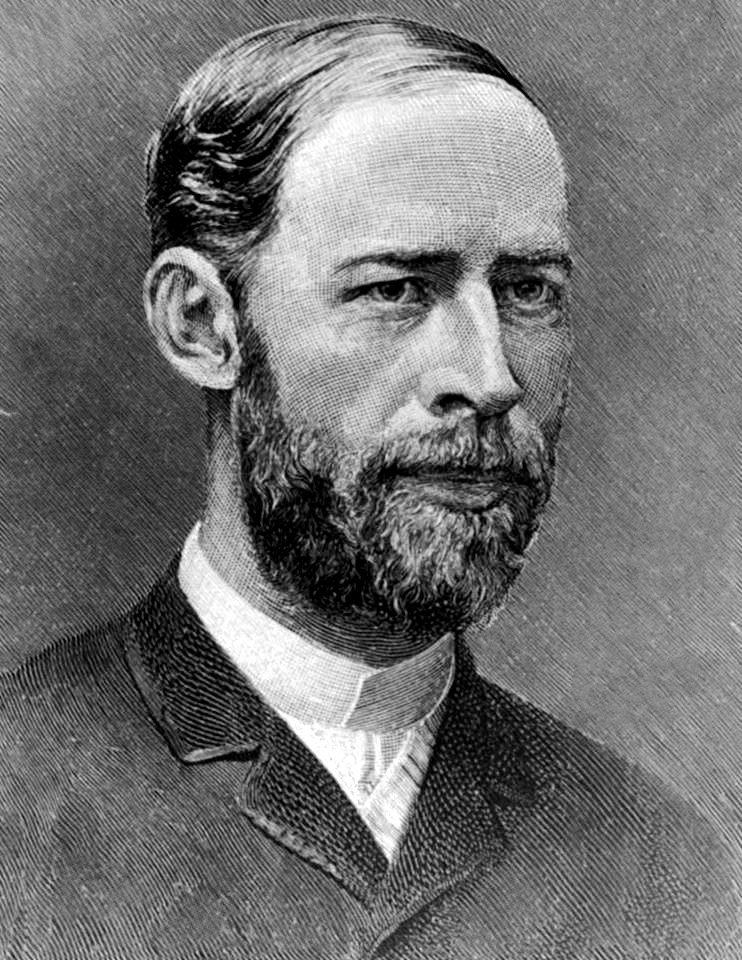
Heinrich Hertz

- 22. Februar: Heinrich Hertz, deutscher Physiker († 1894)
- 23. Februar: Margaret Deland, US-amerikanische Schriftstellerin († 1945)
- 26. Februar: Émile Coué, französischer Autor, Begründer der Autosuggestion, Medizin († 1926)
- 26. Februar: Edwin S. Johnson, US-amerikanischer Politiker († 1933)

### März/April
- 03. März: Alfred Bruneau, französischer Komponist und Musikkritiker († 1934)
- 03. März: Gustav Adolf Skalský, tschechischer evangelisch-lutherischer Theologe, Geistlicher und Hochschullehrer († 1926)
- 07. März: Julius Wagner-Jauregg, österreichischer Arzt und Psychiater († 1940)
- 09. März: Georg von Borries, deutscher Regierungsbeamter († 1922)
- 10. März: Christian Berrenrath, deutscher Theologe, Offizial im Erzbistum Köln († 1941)
- 12. März: Kosta Paniza, bulgarischer Freiheitskämpfer und Militär († 1890)
- 13. März: Friedrich Heinrich Gotthold Anders, deutscher Politiker († 1936)
- 15. März: Ishbel Maria Hamilton-Gordon, schottische Sozialreformerin und Frauenrechtlerin († 1939)
- 17. März: Thompson Benton Ferguson, US-amerikanischer Politiker († 1921)
- 20. März: Benjamin F. Shively, US-amerikanischer Politiker († 1916)
- 21. März: Hunter Liggett, US-amerikanischer General († 1935)
- 21. März: Albert Rossow, deutscher Komponist und Dirigent († 1943)
- 22. März: Paul Doumer, französischer Staatspräsident († 1932)
- 27. März: Josef Bacon, rumänischer Politiker, Arzt und Museumsgründer († 1941)
- 27. März: Karl Pearson, britischer Mathematiker und Philosoph († 1936)
- 27. März: Karl Rieker, deutscher Rechtswissenschaftler und Rechtshistoriker († 1927)
- 31. März: Édouard Rod, Schweizer Autor († 1910)
- 04. April: Adolf Schenck, deutscher Geograph und Botaniker († 1936)
- 05. April: Alexander I., Fürst von Bulgarien († 1893)
- 06. April: Arthur Wesley Dow, US-amerikanischer Landschaftsmaler († 1922)

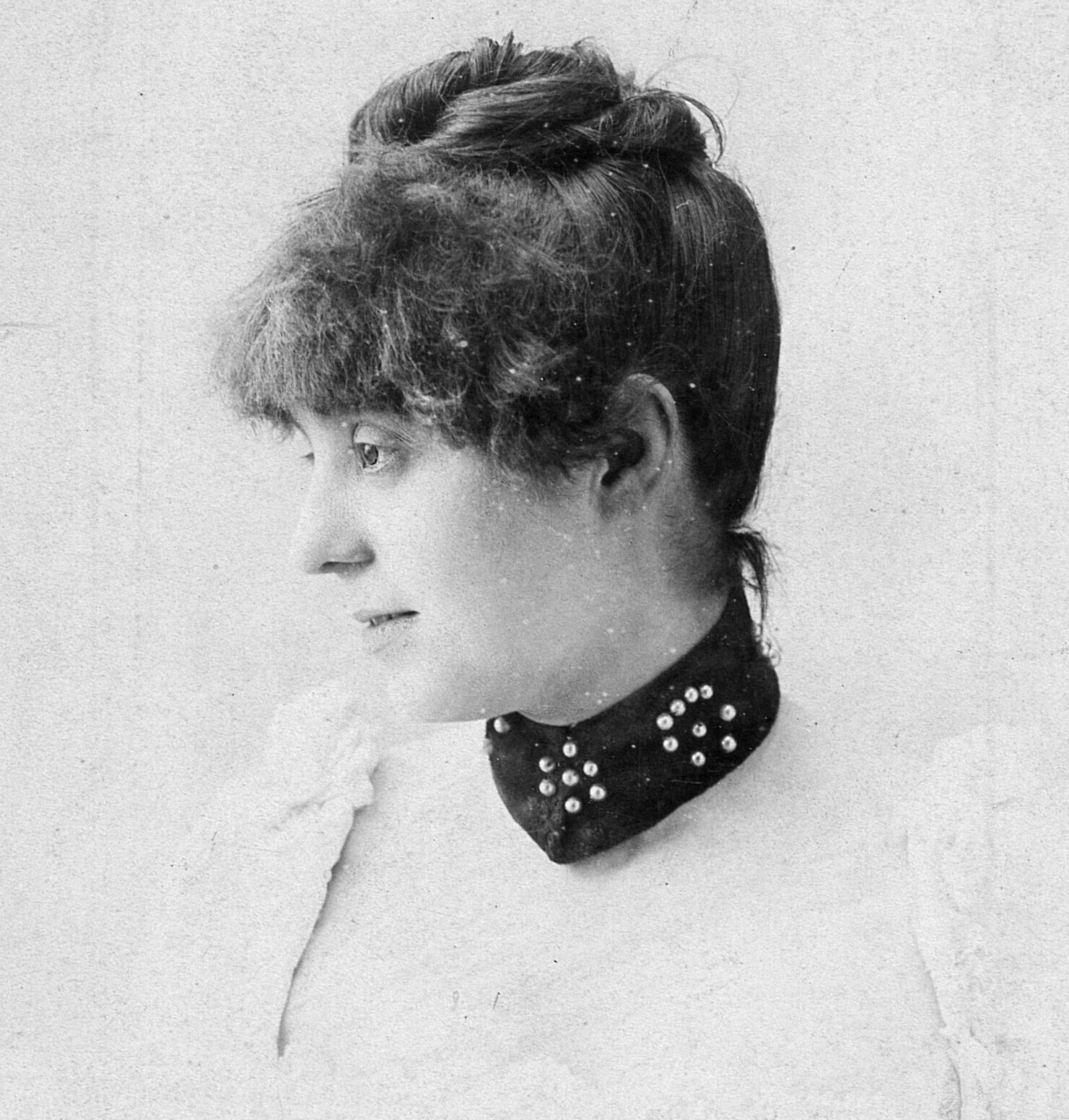
Gabriela Zapolska

- 11. April: Gabriela Zapolska, polnische Schriftstellerin († 1921)
- 14. April: Beatrice von Großbritannien und Irland, britische Prinzessin († 1944)
- 14. April: Victor Horsley, britischer Physiologe und Neurologe († 1916)
- 14. April: Edgar Stillman Kelley, US-amerikanischer Komponist, Dirigent, Organist, Pianist, Musikkritiker und Musikpädagoge († 1944)
- 18. April: Clarence Darrow, US-amerikanischer Rechtsanwalt († 1938)
- 20. April: Herman Bang, dänischer Schriftsteller († 1912)
- 21. April: Oltwig von Kamptz, deutscher Offizier († 1921)
- 22. April: Johannes Gloël, deutscher evangelischer Geistlicher und Hochschullehrer († 1891)
- 23. April: Ruggero Leoncavallo, italienischer Komponist († 1919)
- 25. April: Giuseppe Gamba, Erzbischof von Turin und Kardinal († 1929)
- 27. April: Johannes Chrząszcz, schlesischer Priester und Historiker († 1928)
- 29. April: František Ondříček, tschechischer Geiger und Komponist († 1922)
- 30. April: Eugen Bleuler, Schweizer Psychiater († 1939)

### Mai/Juni

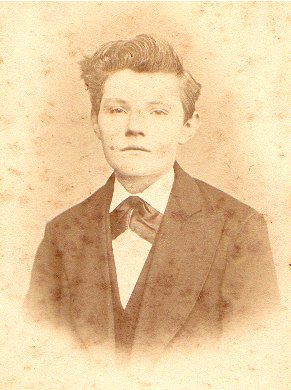
Otto Sidow

- 01. Mai: Otto Sidow, deutscher Zeitungsverleger und Sozialdemokrat († 1927)
- 02. Mai: Frederic Cliffe, englischer Komponist († 1931)
- 02. Mai: Otto Umfrid, deutscher evangelischer Theologe und Pazifist († 1920)
- 05. Mai: António Teixeira de Sousa, portugiesischer Politiker († 1917)
- 06. Mai: Frank Bramley, englischer Maler († 1915)
- 08. Mai: Heinrich Berté, österreich-ungarischer Komponist († 1924)
- 10. Mai: Julius Smend, deutscher Theologe († 1930)
- 10. Mai: Hendrik Zwaardemaker, niederländischer Physiologe († 1930)
- 12. Mai: Oskar Bolza, deutscher Mathematiker († 1942)
- 13. Mai: Ronald Ross, englischer Mediziner und Nobelpreisträger († 1932)
- 15. Mai: Williamina Fleming, US-amerikanische Astronomin († 1911)
- 16. Mai: Juan Morel Campos, puerto-ricanischer Komponist († 1896)
- 16. Mai: Hermann Wette, deutscher Arzt und Schriftsteller († 1919)
- 17. Mai: Carl Appel, deutscher Romanist und Hochschullehrer († 1934)
- 17. Mai: Julius Trip, deutscher Gartenarchitekt († 1907)
- 19. Mai: John Jacob Abel, US-amerikanischer Biochemiker († 1938)
- 19. Mai: Clara von Rappard, Schweizer Malerin († 1912)
- 21. Mai: Francisco Aguilar Barquero, Präsident von Costa Rica († 1924)
- 22. Mai: Paul Morton, US-amerikanischer Politiker († 1911)
- 25. Mai: Hermann Hoogeweg, deutscher Archivar und Historiker († 1930)
- 26. Mai: Rudolph Wilde, deutscher Politiker († 1910)
- 27. Mai: Theodor Curtius, deutscher Chemiker († 1928)
- 30. Mai: Hugo Schauinsland, deutscher Zoologe († 1937)
- 31. Mai: Pius XI., Papst von 1922 bis 1939 († 1939)
- 01. Juni: Joseph Pujol, unter seinem Künstlernamen Le Pétomane französischer Kunstfurzer († 1945)
- 02. Juni: Edward Elgar, englischer Komponist († 1934)
- 02. Juni: Karl Gjellerup, dänischer Schriftsteller († 1919)
- 03. Juni: Charles Herman Steinway, US-amerikanischer Industrieller, Klavierbauer sowie Amateurkomponist und -Pianist († 1919)
- 05. Juni: Árpád Doppler, ungarisch-deutscher Komponist († 1927)
- 06. Juni: Karl Pommerhanz, österreichischer Comiczeichner († ?)
- 06. Juni: Alexander Michailowitsch Ljapunow, russischer Mathematiker und Physiker († 1918)
- 07. Juni: Rudolf Slatin, österreichischer Offizier, Forschungsreisender und ägyptischer Gouverneur im Türkisch-Ägyptischen Sudan († 1932)
- 11. Juni: Antoni Grabowski, polnischer Chemieingenieur und früher Esperanto-Aktivist († 1921)
- 14. Juni: Ignaz Petschek, böhmischer Bankier und Großindustrieller († 1934)
- 16. Juni: Arthur Arz von Straußenburg, österreichisch-ungarischer Berufsoffizier († 1935)
- 19. Juni: Arthur Hoffmann, Schweizer Politiker und Bundesrat († 1927)
- 21. Juni: Olaf Kjelsberg, norwegischer Ingenieur und Ski-Pionier in der Schweiz († 1927)
- 21. Juni: August Wilhelm Schynse, deutscher Missionar, Afrikaforscher und Kartograf († 1891)
- 27. Juni: Rosa Axamethy, österreichische Schriftstellerin
- 27. Juni: Johannes Steinmeyer, deutscher Orgelbauer († 1928)
- 30. Juni: Friedrich von Ingenohl, deutscher Seeoffizier und Chef der deutschen Hochseeflotte († 1933)

### Juli/August
- 01. Juli: Georg Bassler, deutscher Drucker und Arbeiterführer († 1900)

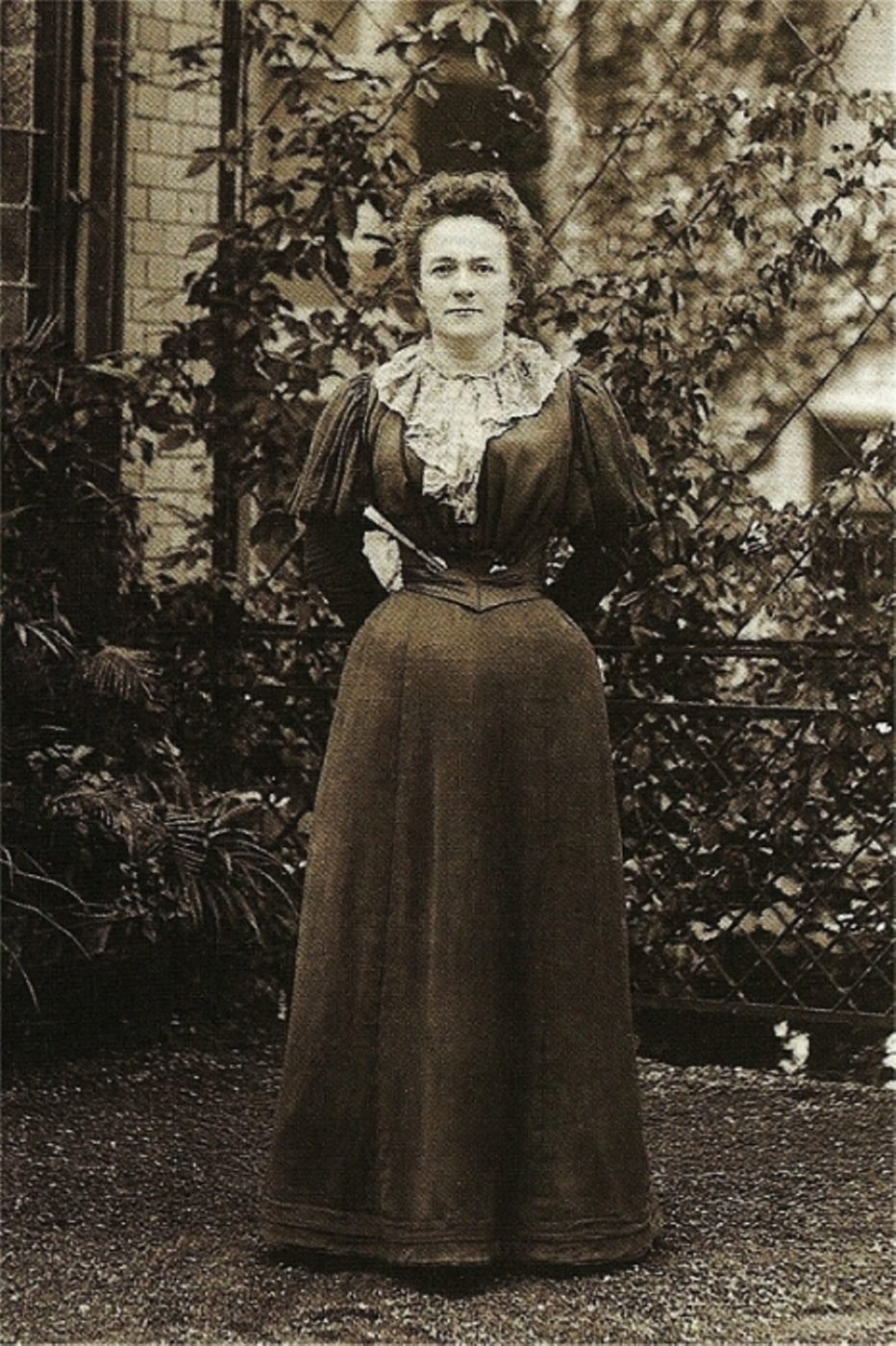
Clara Zetkin, 1897

- 02. Juli: Mathieu Dreyfus, elsässischer Industrieller († 1930)
- 05. Juli: Clara Zetkin, deutsche Politikerin und Frauenrechtlerin († 1933)
- 08. Juli: Alfred Binet, französischer Pädagoge und Psychologe († 1911)
- 08. Juli: Rudolf Dellinger, Komponist und Kapellmeister († 1910)
- 09. Juli: Friedrich II., badischer Großherzog († 1928)
- 11. Juli: Joseph Larmor, irischer Physiker († 1942)
- 12. Juli: Amé Pictet, Schweizer Chemiker († 1937)
- 12. Juli: Jeter Connelly Pritchard, US-amerikanischer Politiker († 1921)
- 12. Juli: Alwin Weber, Schweizer Industrieller und Politiker († 1919)
- 14. Juli: Vittorio Amedeo Ranuzzi de’ Bianchi, Bischof von Loreto und Kardinal († 1927)
- 23. Juli: Carl Meinhof, deutscher Pastor und Afrikanist († 1944)
- 24. Juli: Juan Vicente Gómez, venezolanischer Politiker und Offizier († 1935)
- 24. Juli: Henrik Pontoppidan, dänischer Schriftsteller († 1943)
- 24. Juli: Emery J. San Souci, US-amerikanischer Politiker († 1936)
- 25. Juli: George Pardee, US-amerikanischer Politiker († 1941)
- 30. Juli: Thorstein Veblen, US-amerikanischer Ökonom und Soziologe († 1929)
- 31. Juli: Wilhelm Ashoff, deutscher Unternehmer († 1929)
- 31. Juli: Ernest Chuard, Schweizer Politiker († 1942)
- 31. Juli: Edward Montagu-Stuart-Wortley, britischer General († 1934)
- 03. August: Alice Hughes, englische Fotografin († 1939)
- 06. August: Christian Wilhelm Allers, deutscher Maler und Zeichner († 1915)
- 06. August: Ludwig von Höhnel, österreichischer Marineoffizier, Afrikaforscher und Geograph († 1942)
- 07. August: Eduard Zarncke, deutscher Altphilologe († 1936)
- 08. August: Cécile Chaminade, französische Pianistin und Komponistin († 1944)
- 08. August: Maurice Yvon, französischer Architekt († 1911)
- 09. August: Francis Preston Blair Lee, US-amerikanischer Politiker († 1944)
- 12. August: Ernestine von Kirchsberg, österreichische Malerin († 1924)
- 13. August: Heinrich Bossart, deutscher Politiker († 1930)
- 14. August: Oskar Bulle, deutscher Schriftsteller, Germanist, Italianist und Lexikograf († 1917)

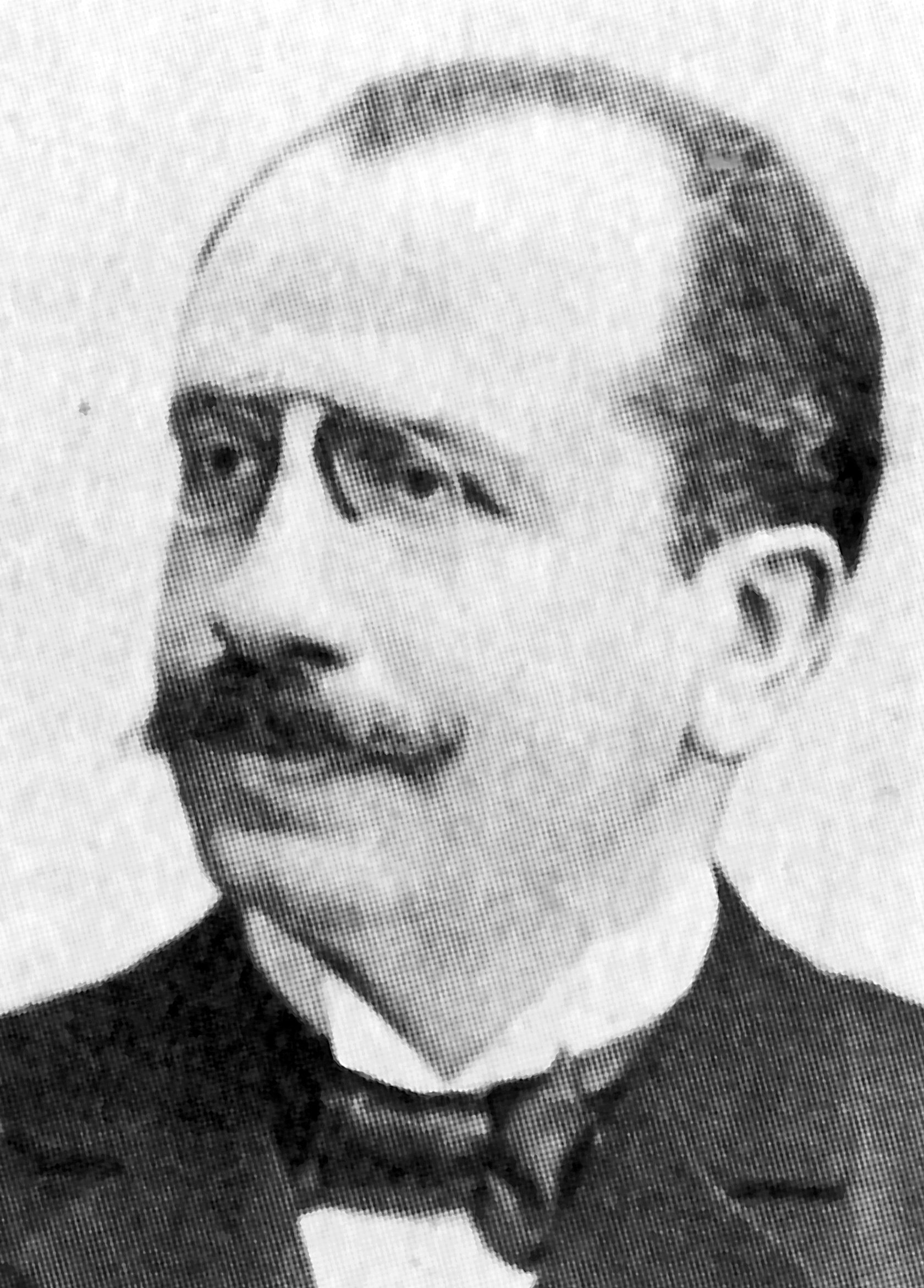
Albert Ballin

- 15. August: Albert Ballin, deutscher Reeder († 1918)
- 15. August: Georg Gothein, deutscher Politiker († 1940)
- 16. August: John Nixon, britischer General († 1921)
- 18. August: Eusebius Mandyczewski, österreichischer Musikwissenschaftler und Komponist († 1929)
- 24. August: Eugen Guglia, österreichischer Historiker, Journalist und Schriftsteller († 1919)
- 26. August: Richard Wilson Austin, US-amerikanischer Politiker († 1919)
- 26. August: Agnes Gosche, deutsche Philologin († 1928)
- 28. August: James Buchanan Aurig, deutscher Fotograf († 1935)
- 28. August: Hermann Schaedtler, deutscher Architekt († 1931)
- 29. August: Paul Friedlaender, deutscher Chemiker († 1923)

### September/Oktober
- 02. September: Mina Carlson-Bredberg, schwedische Malerin († 1943)
- 02. September: Karl Stauffer-Bern, Schweizer Maler, Radierer und Bildhauer († 1891)
- 04. September: Jules Andrade, französischer Mathematiker, Physiker und Uhrmacher († 1933)
- 06. September: Ernst Fabricius, deutscher Archäologe und Althistoriker († 1942)
- 08. September: Georg Michaelis, deutscher Jurist und Politiker († 1936)
- 10. September: James Edward Keeler, US-amerikanischer Astrophysiker († 1900)
- 12. September: George Hendrik Breitner, niederländischer Künstler († 1923)
- 13. September: Milton S. Hershey, US-amerikanischer Unternehmer, Gründer der Hershey Chocolate Company († 1945)
- 13. September: Carl Schilling, deutscher Pädagoge, Mathematiker und Nautiker († 1932)
- 14. September: Alice Blackwell, US-amerikanische Journalistin und Frauenrechtlerin († 1950)

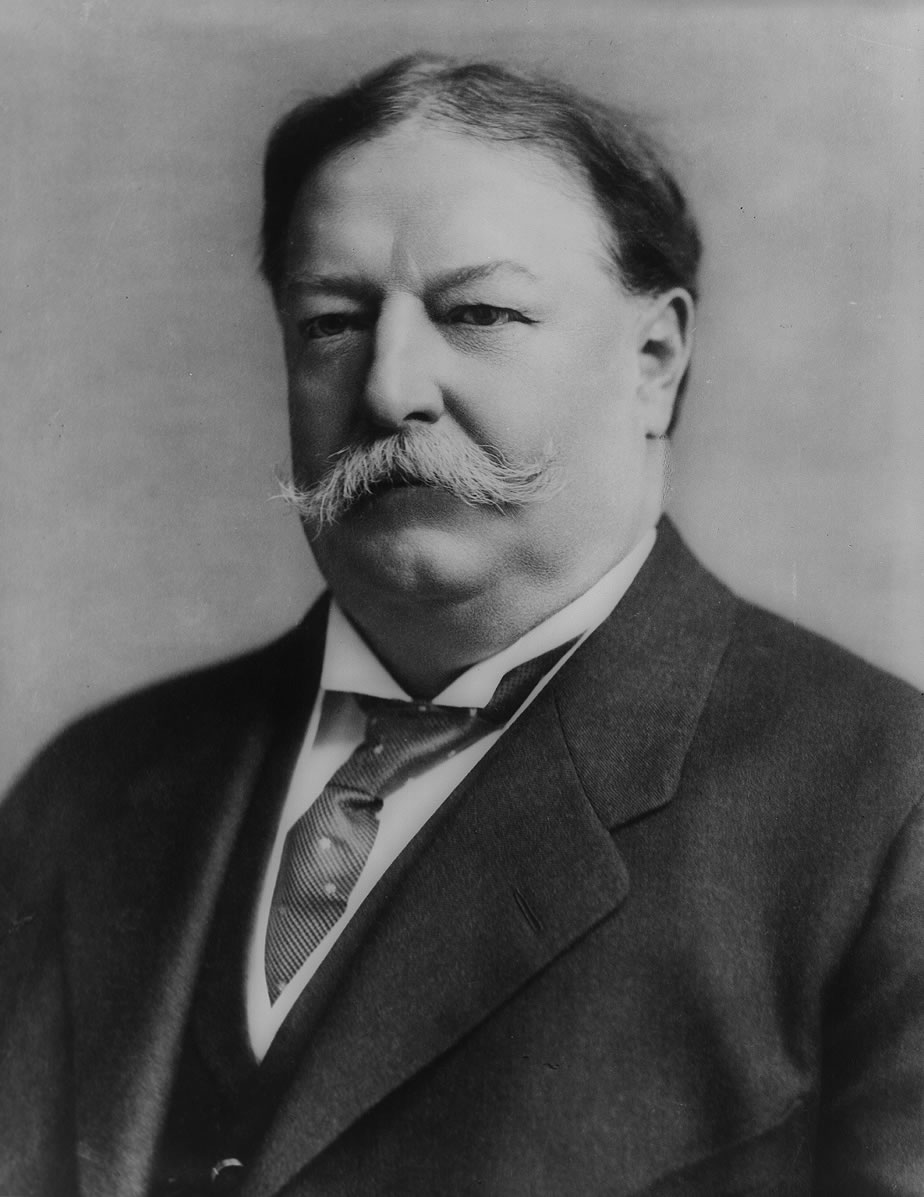
William Howard Taft, 1908

- 15. September: William Howard Taft, US-amerikanischer Politiker, 27. Präsident der USA († 1930)
- 17. September: Konstantin Eduardowitsch Ziolkowski, russischer Pionier der Raumfahrt († 1935)
- 21. September: Johann Heinrich Louis Krüger, deutscher Geodät († 1923)
- 22. September: Anita Augspurg, deutsche Juristin und Frauenrechtlerin († 1943)
- 24. September: Adolph von Elm, Mitbegründer der Volksfürsorge († 1916)
- 26. September: Joachim von Bonin, deutscher Politiker († 1921)
- 30. September: Hermann Sudermann, deutscher Schriftsteller und Dramatiker († 1928)
- 30. September: Charles R. Miller, US-amerikanischer Politiker († 1927)
- 01. Oktober: Remigio Renzi, italienischer Organist, Komponist und Musikpädagoge († 1938)
- 02. Oktober: Marthinus Theunis Steyn, Präsident des Oranje-Freistaats († 1916)
- 04. Oktober: Ferdinand Kurlbaum, deutscher Physiker († 1927)
- 04. Oktober: Henry Schoenefeld, US-amerikanischer Komponist († 1936)
- 05. Oktober: Fedor von Zobeltitz, deutscher Journalist und Schriftsteller († 1934)
- 07. Oktober: George P. McLean, US-amerikanischer Politiker († 1932)
- 11. Oktober: Henri Cain, französischer Librettist und Maler († 1937)
- 11. Oktober: Georg Emil Müller, deutscher Orgelbauer und Harmonium-Hersteller († 1928)
- 12. Oktober: Frieda von Bülow, deutsche Schriftstellerin († 1909)
- 12. Oktober: Wilhelm Fabricius, deutscher Bibliothekar und Historiker († 1942)
- 17. Oktober: Momme Andresen, deutscher Chemiker († 1951)
- 18. Oktober: Hans Freiherr von Berlepsch, deutscher Berufsoffizier und Ornithologe († 1933)
- 20. Oktober: František Mareš, tschechischer Nationaldemokrat, später faschistisch orientierter Politiker, Physiologe und Philosoph († 1942)
- 21. Oktober: Alfons Auer, deutscher Politiker († 1910)
- 24. Oktober: Erich Aron, deutscher Jurist, Landgerichtsdirektor und Hochschullehrer († 1943)
- 30. Oktober: Gertrude Atherton, US-amerikanische Schriftstellerin († 1948)
- 30. Oktober: Georges Gilles de la Tourette, französischer Neurologe, beschrieb 1885 das Tourette-Syndrom († 1904)
- 31. Oktober: Arthur Vincent Green, australischer Bischof von Grafton und Armindale († 1944)
- 31. Oktober: Axel Munthe, schwedischer Arzt und Autor († 1949)

### November/Dezember
- 02. November: Jakob Johan Adolf Appellöf, schwedischer Zoologe († 1921)
- 02. November: Arthur Stockdale Cope, britischer Porträtmaler († 1940)
- 03. November: Traugott Leuckart von Weißdorf, sächsischer General der Kavallerie († 1933)
- 07. November: Paul Mankiewitz, deutscher Bankier († 1924)
- 11. November: Nathan Stein, deutscher Richter, erster jüdischer Gerichtspräsident († 1927)
- 12. November: Moses Max Löw, österreichischer Architekt († nach 1938)
- 15. November: Michail Wassiljewitsch Alexejew, russischer General († 1918)
- 16. November: Jón Sveinsson, isländischer Schriftsteller († 1944)
- 17. November: Joseph Babinski, polnisch-französischer Neurologe († 1932)
- 18. November: Max von Gutmann, österreichischer Ingenieur und Unternehmer († 1930)
- 21. November: Manuel José Estrada Cabrera, Präsident von Guatemala († 1924)
- 22. November: George Robert Gissing, englischer Schriftsteller († 1903)
- 22. November: Giuseppe Magrini, italienischer Cellist, Musikpädagoge und Komponist († 1926)
- 25. November: Heinrich Eduard Burlage, deutscher Politiker († 1921)
- 25. November: Frederick Haultain, kanadischer Politiker und Richter († 1942)
- 26. November: Ferdinand de Saussure, Schweizer Sprachwissenschaftler († 1913)
- 27. November: Charles Scott Sherrington, britischer Neurophysiologe († 1952)

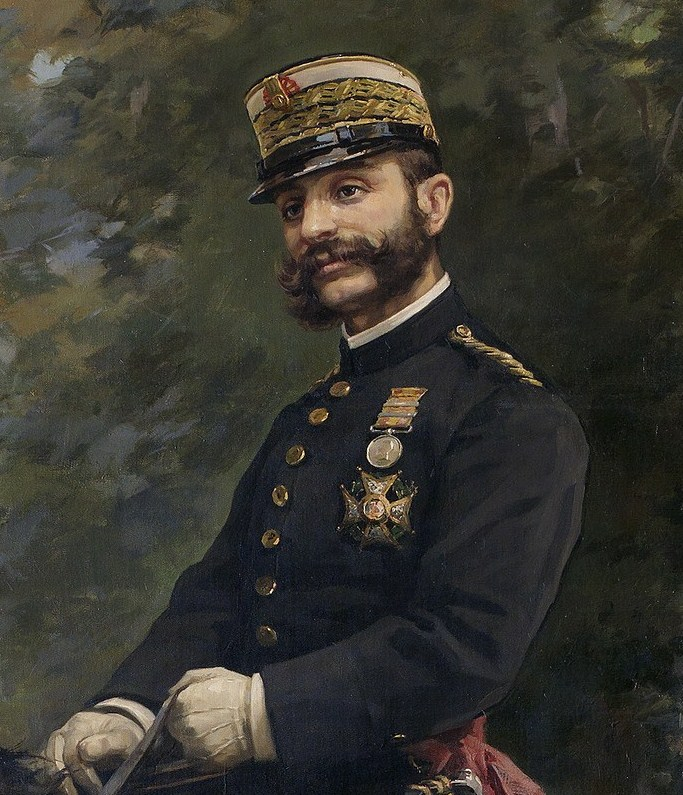
Alfons XII. von Spanien

- 28. November: Alfons XII., spanischer König († 1885)
- 29. November: Theodor Escherich, deutsch-österreichischer Kinderarzt und Bakteriologe († 1911)
- 01. Dezember: Reinhold Steig, deutscher Literaturhistoriker († 1918)
- 03. Dezember: Carl Koller, österreichischer Augenarzt († 1944)
- 03. Dezember: Joseph Conrad, polnisch-englischer Schriftsteller († 1924)
- 03. Dezember: Bruno von Schuckmann, deutscher Politiker und Gouverneur von Deutsch-Südwestafrika († 1919)
- 04. Dezember: Eliza Barchus, US-amerikanische Landschaftsmalerin († 1959)
- 06. Dezember: Adalbert Matkowsky, deutscher Schauspieler († 1909)
- 07. Dezember: Louis Dollo, aus Frankreich stammender belgischer Paläontologe († 1931)
- 08. Dezember: Johann Albrecht zu Mecklenburg, Braunschweiger Regent († 1920)
- 09. Dezember: Paul Gustav Wilhelm Arras, deutscher Lehrer, Archivar und Heimatforscher († 1942)
- 11. Dezember: Rodolfo Amoedo, brasilianischer Maler († 1941)
- 11. Dezember: Chaim Eitingon, Leipziger Rauchwarenhändler und Stifter († 1932)
- 12. Dezember: Max Devrient, deutscher Schauspieler († 1929)
- 13. Dezember: Robert von Mendelssohn, deutscher Bankier, Kunstsammler und Mäzen († 1917)
- 15. Dezember: Eugeniusz Pankiewicz, polnischer Komponist und Pianist († 1898)
- 16. Dezember: Edward Barnard, US-amerikanischer Astronom († 1923)
- 17. Dezember: Niccolò van Westerhout, italienischer Komponist († 1898)
- 19. Dezember: Siegmund Lustgarten, österreichischer Arzt († 1911)
- 20. Dezember: Otto Crusius, deutscher Altphilologe († 1918)
- 21. Dezember: Marko Smoler, sorbischer Verleger und Redakteur († 1941)
- 26. Dezember: Berthe Constance Ursule Art, belgische Pastell- und Stilllebenmalerin († 1934)
- 27. Dezember: Friedrich von Gaisberg-Schöckingen, deutscher Gutsherr, Politiker, Genealoge und Heraldiker († 1932)
- 27. Dezember: Friedrich August Emil Heuer, sächsischer Karosseriebauer (Automobil & Kutschen) († 1934)
- 27. Dezember: William Douw Lighthall, kanadischer Lyriker und Schriftsteller († 1954)
- 29. Dezember: Louis Abel-Truchet, französischer Maler († 1918)
- 30. Dezember: Joachim Graf von Pfeil und Klein Ellguth, deutscher Afrikaforscher († 1924)
- 31. Dezember: Frank C. Archibald, US-amerikanischer Jurist und Politiker († 1935)
- 31. Dezember: Hermann Oppenheim, deutscher Neurologe († 1919)

### Genaues Geburtsdatum unbekannt
- Rupen Binemeciyan, armenischer Schauspieler († 1912)
- Abdol Hossein Mirza Farmanfarma, iranischer Politiker, während des Ersten Weltkriegs Premierminister des Iran († 1939)
- Yusuf İsmail, osmanisch-bulgarischer Profiringer († 1898)
- Sardar Mohammed Ayub Khan, interimistischer Regent Afghanistans († 1914)
- Aimé Vaschy, französischer mathematischer Physiker († 1899)

## Gestorben

### Januar bis April
- 02. Januar: Andrew Ure, englischer Mediziner und Professor für Naturgeschichte und Chemie (* 1778)
- 03. Januar: Just Friedrich von Seelhorst, deutscher Beamter (* 1770)
- 05. Januar: Gregorio Aráoz de La Madrid, argentinischer Militärführer, General und Politiker (* 1795)
- 06. Januar: Albert Schwegler, deutscher Theologe, Philosoph und Historiker (* 1819)
- 10. Januar: Bernhard Dreymann, deutscher Orgelbauer (* 1788)
- 14. Januar: Johann Ludwig Christian Carl Gravenhorst, deutscher Zoologe (* 1777)
- 15. Januar: Samuel Prentiss, US-amerikanischer Politiker (* 1782)
- 19. Januar: Franz Limmer, österreichischer Komponist (* 1808)
- 20. Januar: Johann Rudolf von Steiger, Schweizer Offizier in fremden Diensten und Politiker (* 1789)
- 25. Januar: Andrew Stevenson, US-amerikanischer Politiker (* 1784)
- 27. Januar: Preston Brooks, US-amerikanischer Politiker (* 1819)
- 30. Januar: Agostino Aglio, italienischer Maler, Kupferstecher und Lithograph (* 1777)
- 30. Januar: Pierre Jean Baptiste Arnollet, französischer Ingenieur (* 1776)
- 05. Februar: William Duhurst Merrick, US-amerikanischer Politiker (* 1793)
- 15. Februar: Michail Glinka, russischer Komponist (* 1804)
- 15. Februar: Victoire de Donnissan de La Rochejaquelein, französische Adlige und Chronistin (* 1772)
- 18. Februar: Jean-Louis Pierrot, Präsident von Haiti (* 1761/73)
- 21. Februar: Karl Gottlob Boguslav von Zychlinsky, preußischer Gutsbesitzer und Politiker (* 1783)
- 09. März: Dominikus Savio, Schüler bei Don Bosco, italienischer Heiliger (* 1842)
- 13. März: William Pitt Amherst, britischer Politiker und Staatsmann (* 1773)
- 14. März: David T. Disney, US-amerikanischer Politiker (* 1803)
- 21. März: William Scoresby, britischer Seefahrer und Forscher (* 1789)
- 21. März: Abraham Jacob van der Aa, niederländischer Lexikograph und Literat (* 1792)
- 25. März: William Colgate, ein US-amerikanischer Unternehmer und Mäzen (* 1783)
- 31. März: Christian Carl Theodor Ludwig Sethe, deutscher Jurist (* 1798)
- 08. April: Heinrich Eduard Bethmann, deutscher Schauspieler und Theaterdirektor (* 1774)
- 08. April: Julius August von Bernuth, deutscher Beamter (* 1782)
- 13. April: François-André Isambert, französischer Jurist und Politiker (* 1792)
- 16. April: Ferdinand Wedel-Jarlsberg, norwegischer Offizier (* 1781)
- 23. April: Juan Lindo, Präsident von El Salvador und Honduras (* 1790)
- 28. April: Johann Konrad Irmischer, deutscher evangelischer Theologe und Bibliothekar (* 1797)

### Mai bis August
- 01. Mai: Stephen Adams, US-amerikanischer Politiker (* 1807)
- 02. Mai: Frederick Scott Archer, britischer Bildhauer und Fotopionier (* 1813)
- 02. Mai: Alfred de Musset, französischer Schriftsteller (* 1810)
- 11. Mai: Eugène François Vidocq, französischer Krimineller und Kriminalist (* 1775)
- 14. Mai: Jacob Niclas Ahlström, schwedischer Kapellmeister und Komponist (* 1805)
- 16. Mai: Asaf Jah IV., Fürst von Hyderabad (* 1794)
- 23. Mai: Augustin-Louis Cauchy, französischer Mathematiker (* 1789)
- 27. Mai: George Anson, britischer General (* 1797)
- 02. Juni: Katharina Bagration, russische Aristokratin (* 1783)
- 05. Juni: Henry Hubbard, US-amerikanischer Politiker (* 1784)
- 08. Juni: Karl Friedrich Nebenius, deutscher Beamter (* 1784)
- 10. Juni: Friedrich Wilhelm Wagner, deutscher Altphilologe (* 1814)
- 11. Juni: Albrecht von Roeder, deutsch-US-amerikanischer Jurist und Ortsgründer (* 1811)
- 15. Juni: Karl Funk, deutscher Pädagoge (* 1781)
- 19. Juni: Friedrich Krafft, deutscher Politiker (* 1777)
- 20. Juni: Jakob Ruepp, Schweizer Jurist, Politiker und Hauserzieher (* 1792)
- 20. Juni: Alexander Tschernyschow, russischer General, Diplomat und Staatsmann (* 1786)
- 21. Juni: Louis Jacques Thénard, französischer Chemiker (* 1777)
- 25. Juni: Langdon Cheves, US-amerikanischer Politiker (* 1776)
- 04. Juli: William L. Marcy, US-amerikanischer Politiker (* 1786)
- 09. Juli: Jakob Cederström, schwedischer General und Politiker (* 1782)
- 14. Juli: Zenas Leonard, US-amerikanischer Mountain Man und Pionier (* 1809)
- 15. Juli: Carl Czerny, österreichischer Pianist und Klavierpädagoge (* 1791)
- 16. Juli: Pierre-Jean de Béranger, französischer Dichter (* 1780)
- 19. Juli: Stefano Franscini, Schweizer Politiker (* 1796)
- 29. Juli: Charles Lucien Jules Laurent Bonaparte, italienischer Ornithologe, Zoologe und Politiker (* 1803)
- 29. Juli: James Holman, britischer Reisender, Abenteurer und Autor (* 1786)
- 01. August: Hopkins L. Turney, US-amerikanischer Politiker (* 1797)
- 03. August: Eugène Sue, französischer Schriftsteller (* 1804)
- 04. August: James C. Dobbin, US-amerikanischer Politiker (* 1814)
- 06. August: Abe Masahiro, japanischer Politiker (* 1819)
- 10. August: John Wilson Croker, englischer Parlamentsredner, Dichter und Journalist (* 1780)
- 12. August: William Daniel Conybeare, englischer Geologe und Paläontologe (* 1787)
- 12. August: José María San Martín y Ulloa, Präsident von El Salvador (* 1811)
- 23. August: Carl Ludwig Koch, deutscher Forstmann, Entomologe und Arachnologe (* 1778)
- 24. August: August Wilhelm Julius Ahlborn, deutscher Landschaftsmaler (* 1796)
- 24. August: Grigore Alexandru Ghica, Fürst der Moldau (* 1803 oder 1807)
- 26. August: Adolf Schlagintweit, deutscher Reisender und Entdecker (* 1829)

### September bis Dezember
- 05. September: Auguste Comte, französischer Begründer der Soziologie (* 1798)
- 07. September: Antonie van Goudoever, niederländischer Literaturwissenschaftler und Altphilologe (* 1785)
- 14. September: Franz Joseph Merklin, deutscher Orgelbauer (* 1788)
- 15. September: John Henderson, US-amerikanischer Politiker (* 1797)
- 16. September: Eugen von Württemberg, General der russischen Infanterie (* 1788)
- 05. Oktober: Wenzel Scholz, österreichischer Schauspieler (* 1787)
- 07. Oktober: Louis McLane, US-amerikanischer Außenminister (* 1786)
- 09. Oktober: Josef Ressel, österreichischer Forstbeamter (* 1793)
- 14. Oktober: Johan Christian Clausen Dahl, norwegischer Landschaftsmaler (* 1788)
- 17. Oktober: Friedrich von Seherr und Thoß, deutscher Offizier, Beamter und Rittergutbesitzer (* 1789)
- 20. Oktober: Ludwig Bernhard Schmid, deutscher Geistlicher und Missionar (* 1788)
- 23. Oktober: Friedrich Kammerer, deutscher Erfinder im Bereich der Streichhölzer (* 1796)
- 27. Oktober: Charles Polk, US-amerikanischer Politiker (* 1788)
- 28. Oktober: Louis-Eugène Cavaignac, französischer Premierminister der zweiten Republik (* 1802)
- 01. November: Jacob Stout, US-amerikanischer Politiker (* 1764)
- 12. November: August Heinrich von Pachelbel-Gehag, deutscher Offizier Beamter und Gutsbesitzer (* 1795)
- 15. November: Alois Vock, Schweizer römisch-katholischer Geistlicher, Pädagoge und Historiker (* 1785)
- 16. November: Carl Andreas Ancker, Stifter des Anckerschen Legates (* 1828)
- 18. November: Johann Ludwig von Bernuth, preußischer Beamter (* 1770)

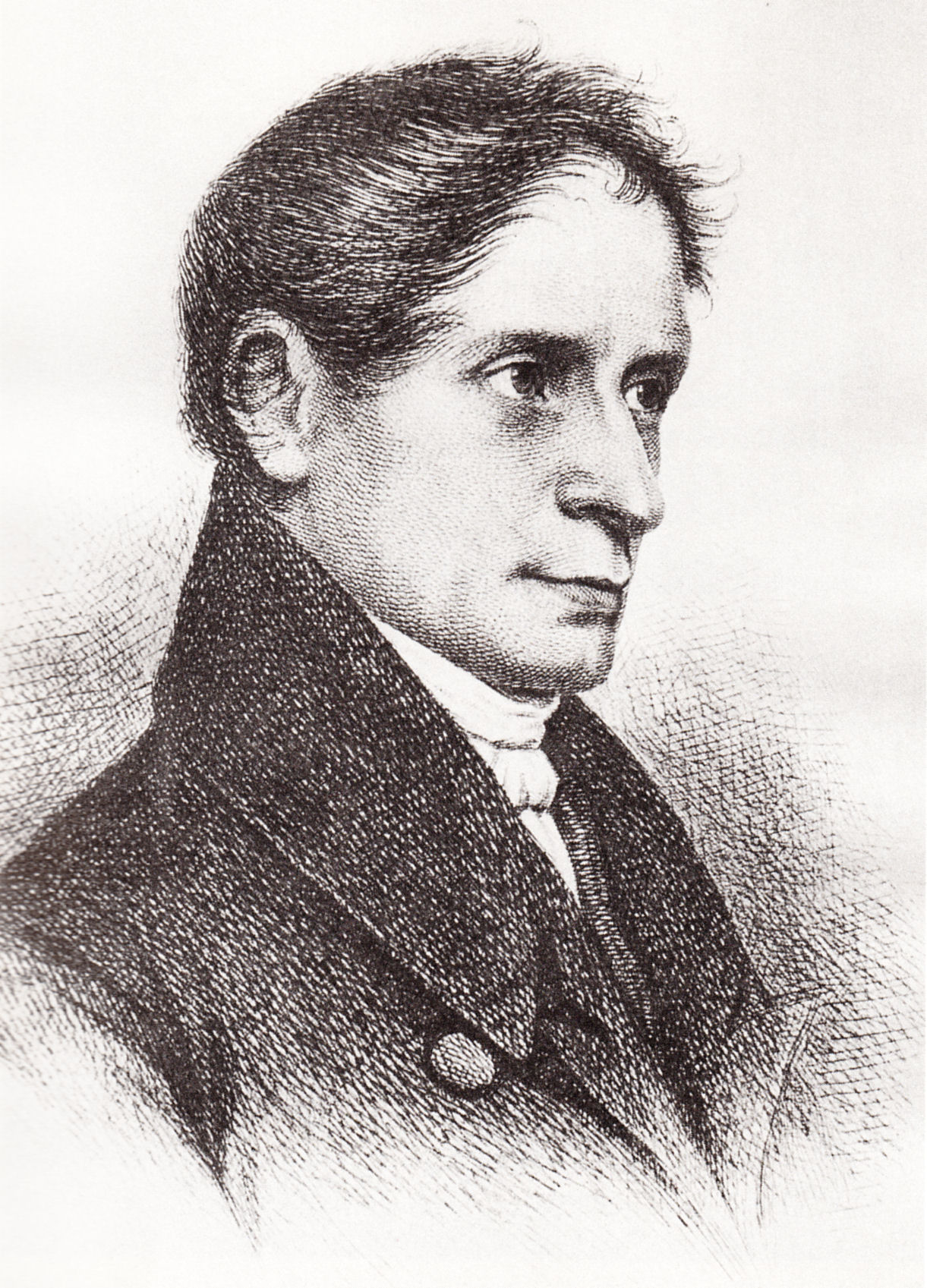
Joseph von Eichendorff, 1832

- 26. November: Joseph Freiherr von Eichendorff, deutscher Dichter (* 1788)
- 03. Dezember: Christian Daniel Rauch, deutscher Bildhauer (* 1777)
- 07. Dezember: Georg Forst, nassauischer Amtmann und Justizrat (* 1771)
- 09. Dezember: John Pollard Gaines, US-amerikanischer Politiker (* 1795)
- 15. Dezember: George Cayley, englischer Erfinder der Wissenschaft des Fluges (* 1773)

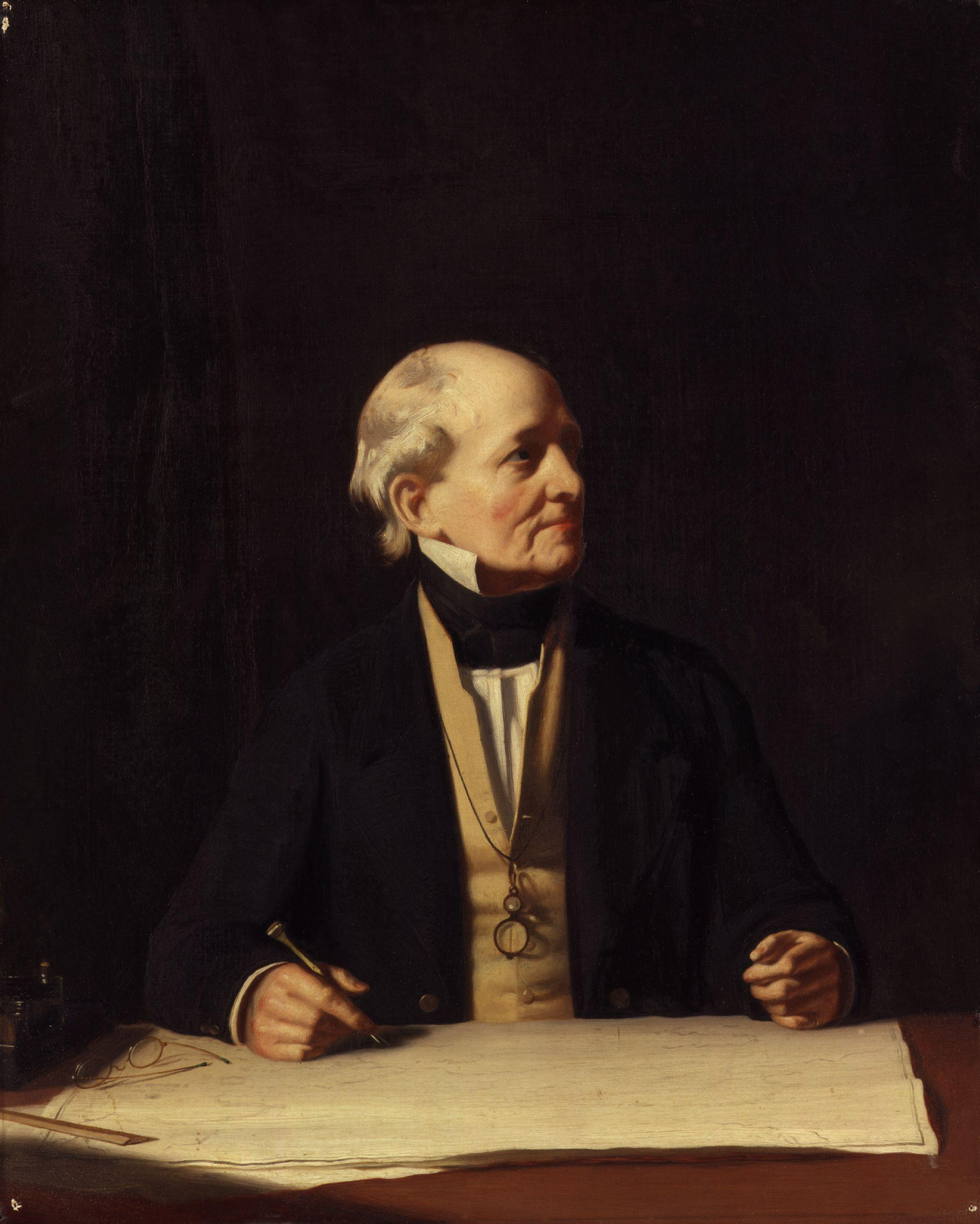
Francis Beaufort

- 17. Dezember: Francis Beaufort, irisch-britischer Admiral und Hydrograph (* 1774)
- 19. Dezember: Johann Daniel Elster, deutscher Musikprofessor und Chorleiter (* 1796)
- 24. Dezember: Félix Cazot, französischer Musikpädagoge und Komponist (* 1790)
- 24. Dezember: Robert C. Nicholas, US-amerikanischer Politiker (* 1793)
- 25. Dezember: Joseph von Auffenberg, deutscher Dramatiker und Dichter (* 1798)
- 28. Dezember: Heinrich Friedrich Philipp von Bockelberg, preußischer Diplomat (* 1802)
- 29. Dezember: John Baptista Ashe, US-amerikanischer Politiker (* 1810)

### Genaues Sterbedatum unbekannt
- Louis Frédéric Berger, Schweizer evangelischer Geistlicher und Politiker